# 訃報 2019年3月
訃報 2019年3月（ふほう 2019ねん3がつ）では、2019年3月に物故した、又は物故が報じられた人物についてまとめる。

## (1日 - 15日)

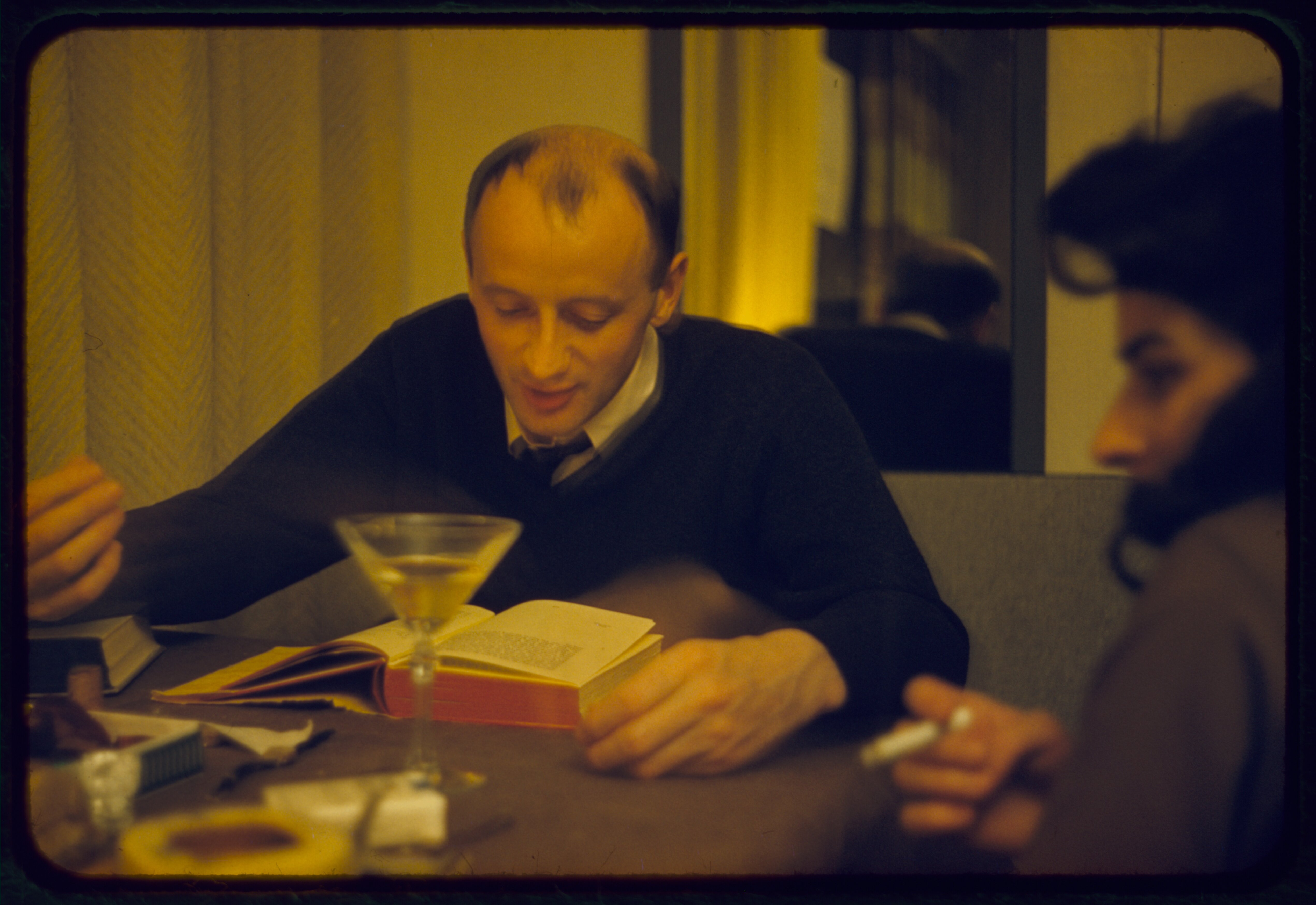
ケヴィン・ローチ／3月1日没

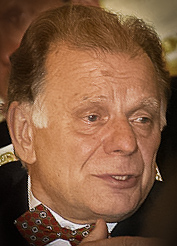
ジョレス・イヴァノヴィチ・アルフョーロフ／3月1日没

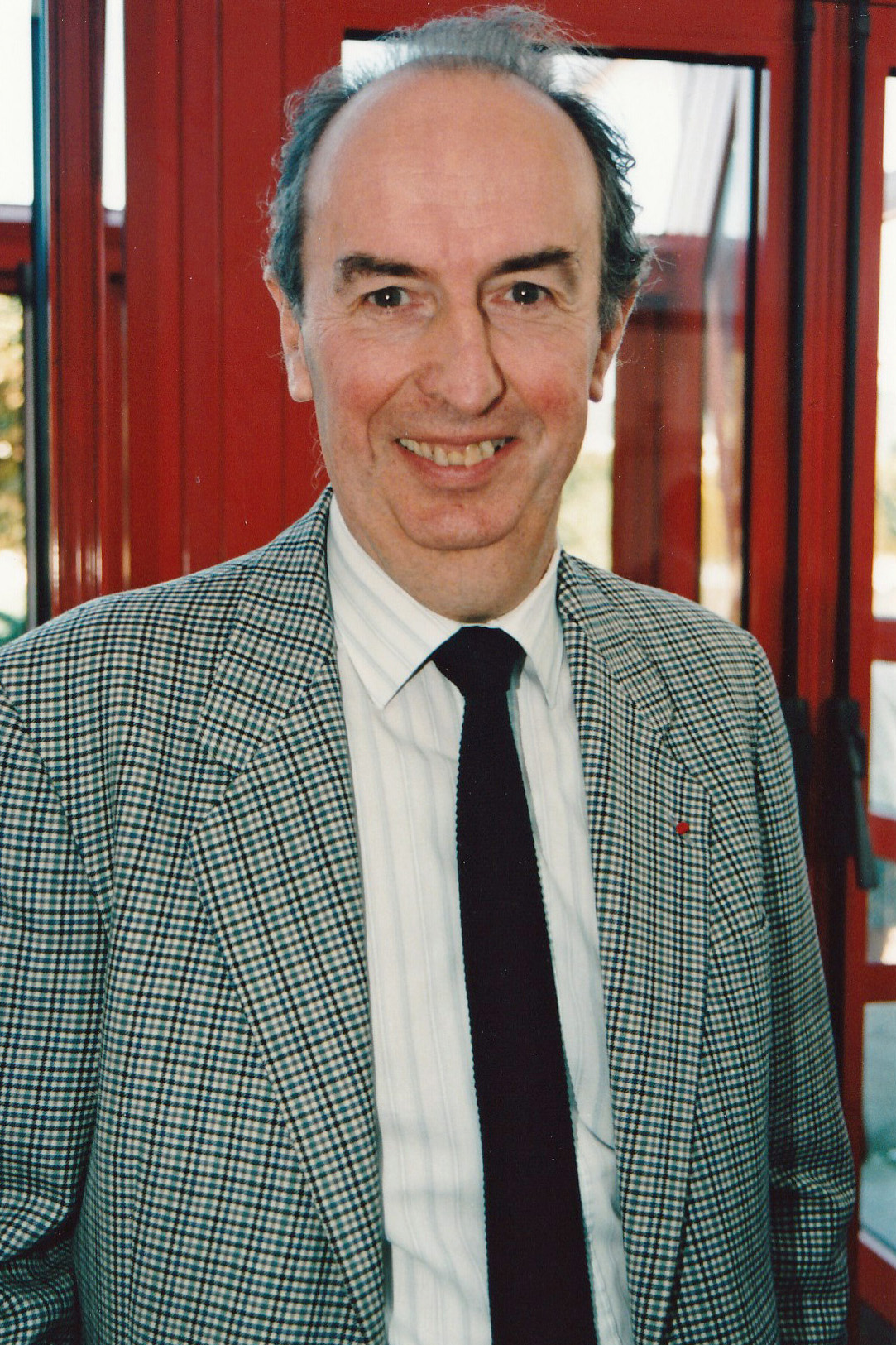
アーマン・フレモン／3月2日没

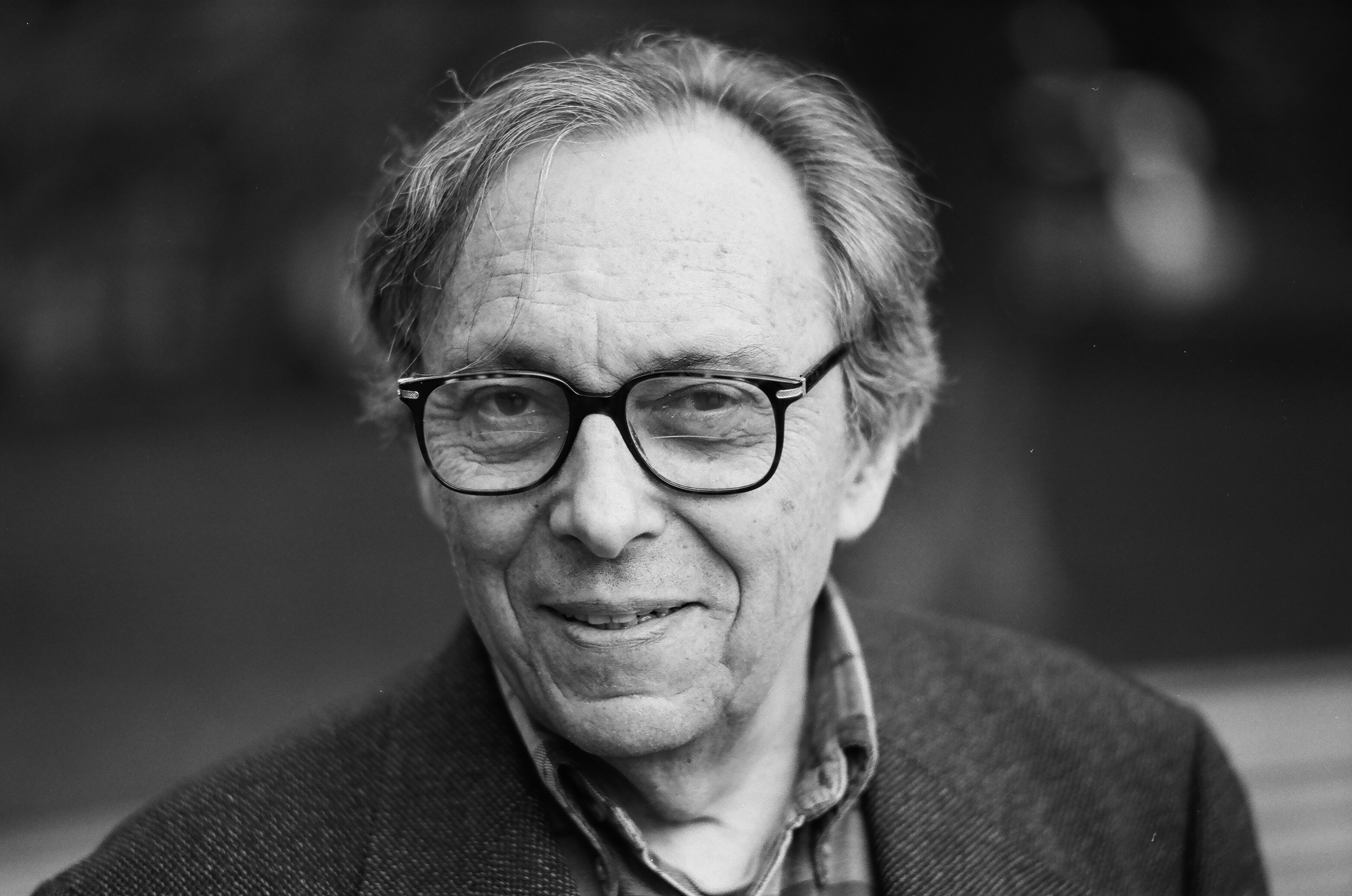
ジャン・スタロバンスキー／3月4日没

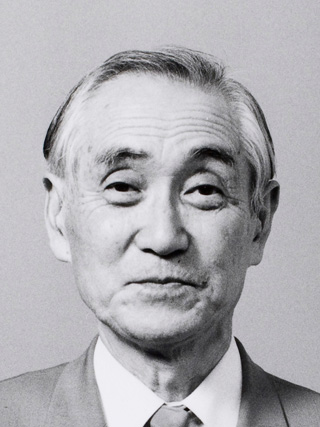
大沢文夫／3月4日没

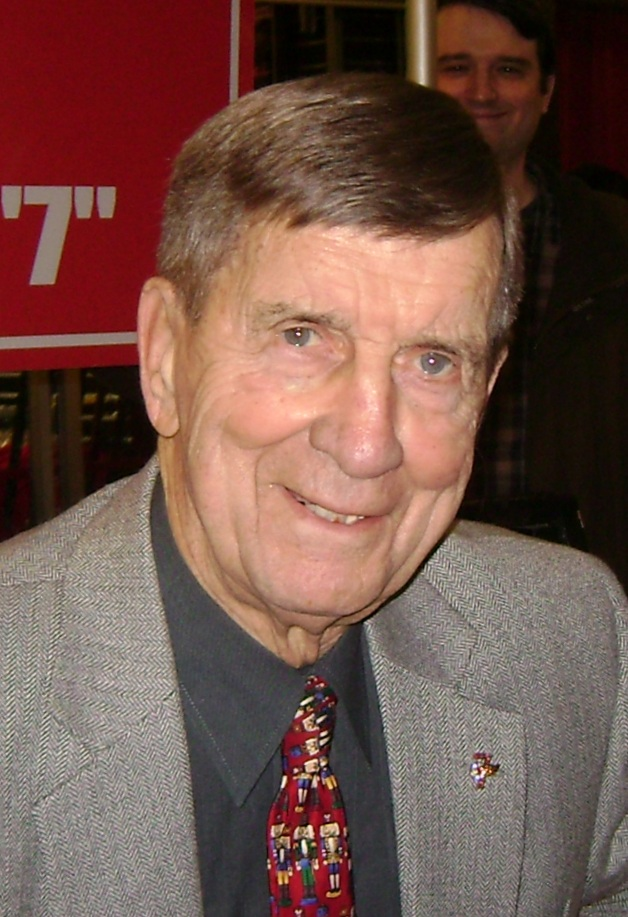
テッド・リンジー／3月4日没

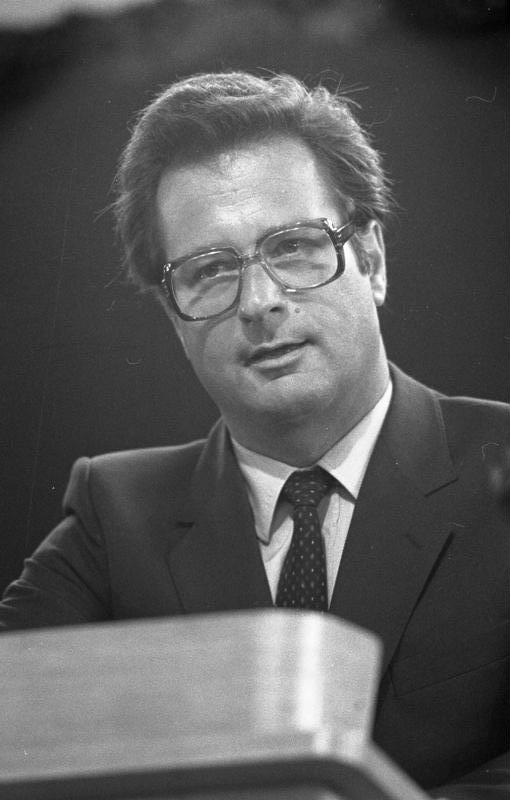
クラウス・キンケル／3月4日没

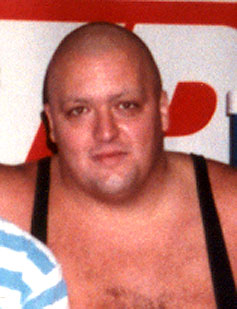
キングコング・バンディ／3月4日没

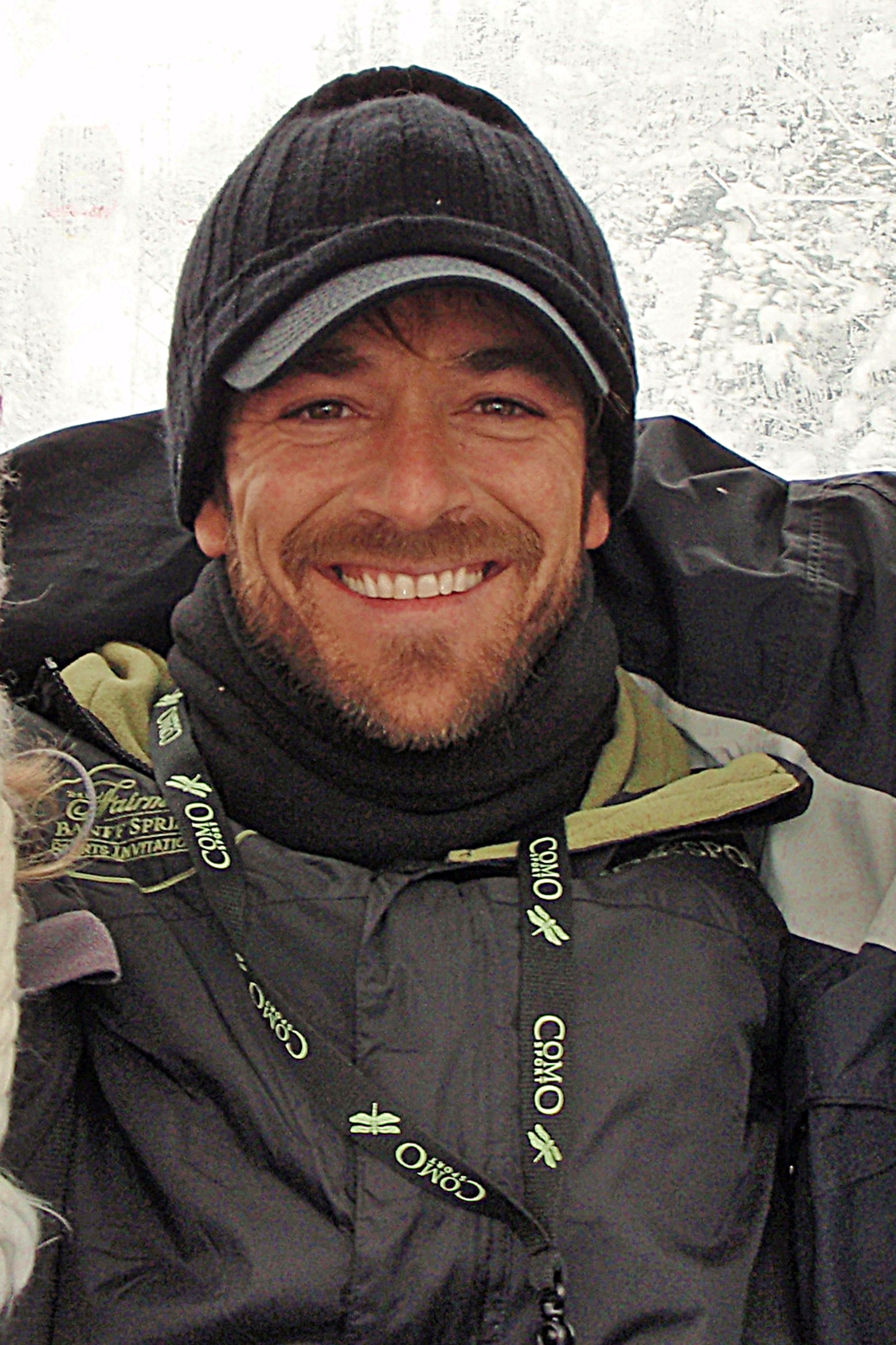
ルーク・ペリー／3月4日没

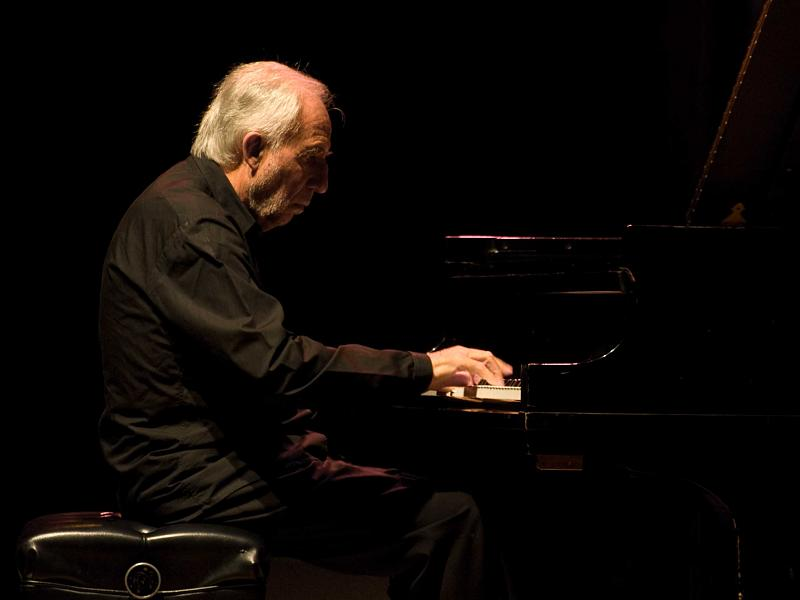
ジャック・ルーシェ／3月5日没

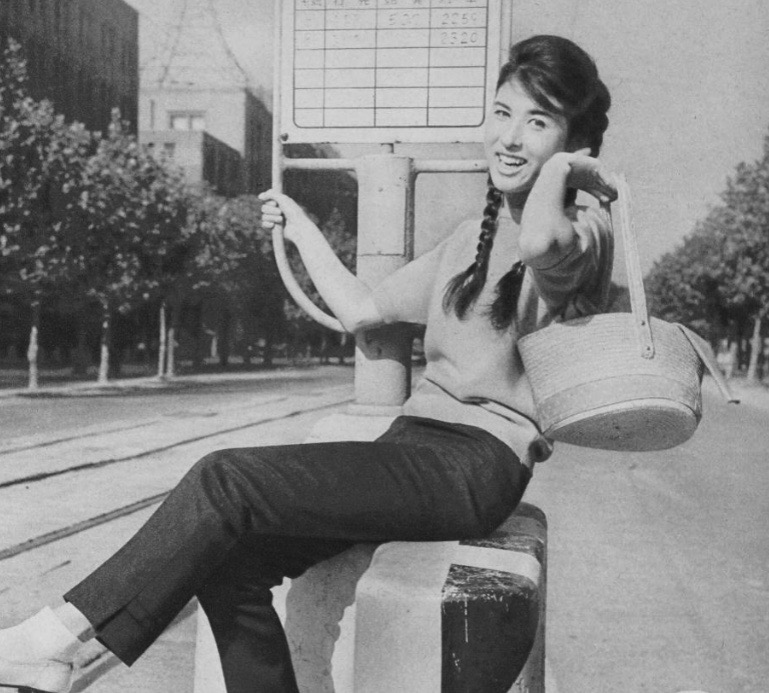
森山加代子／3月6日没

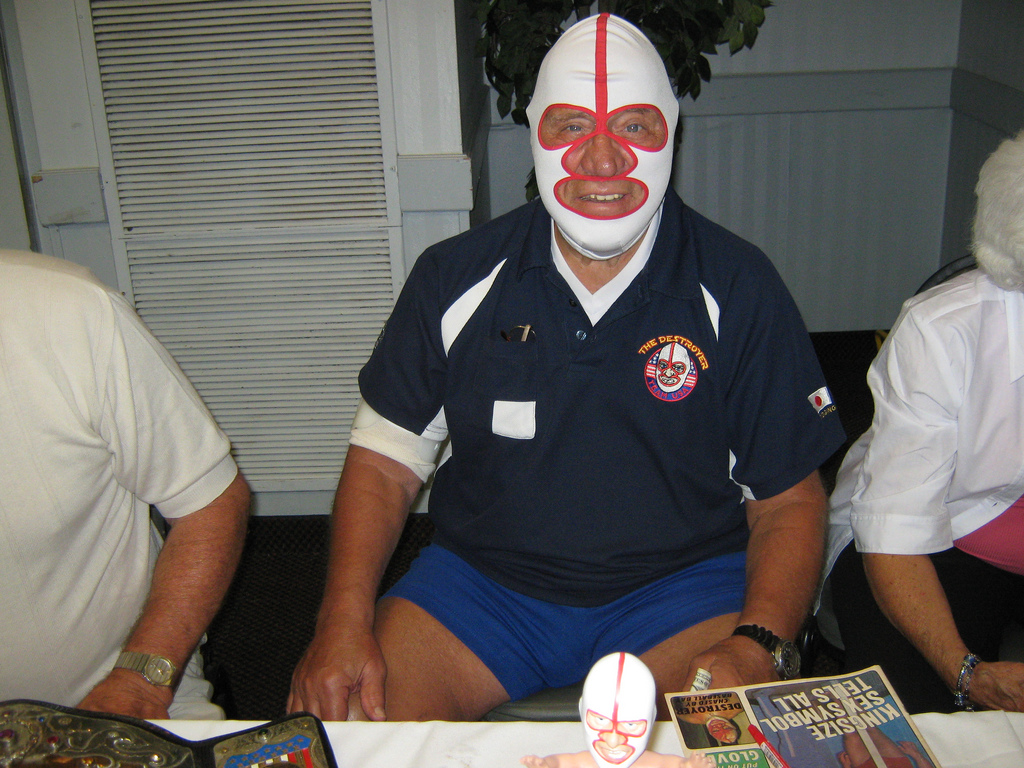
ザ・デストロイヤー／3月7日没

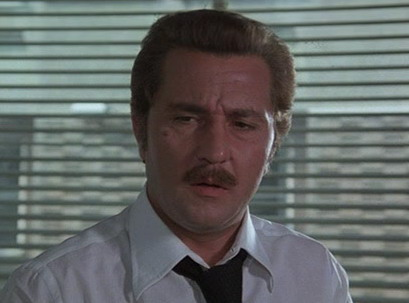
ピノ・カルーソ／3月7日没

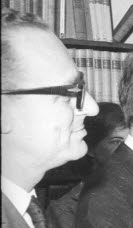
ミヒャエル・ギーレン／3月8日没

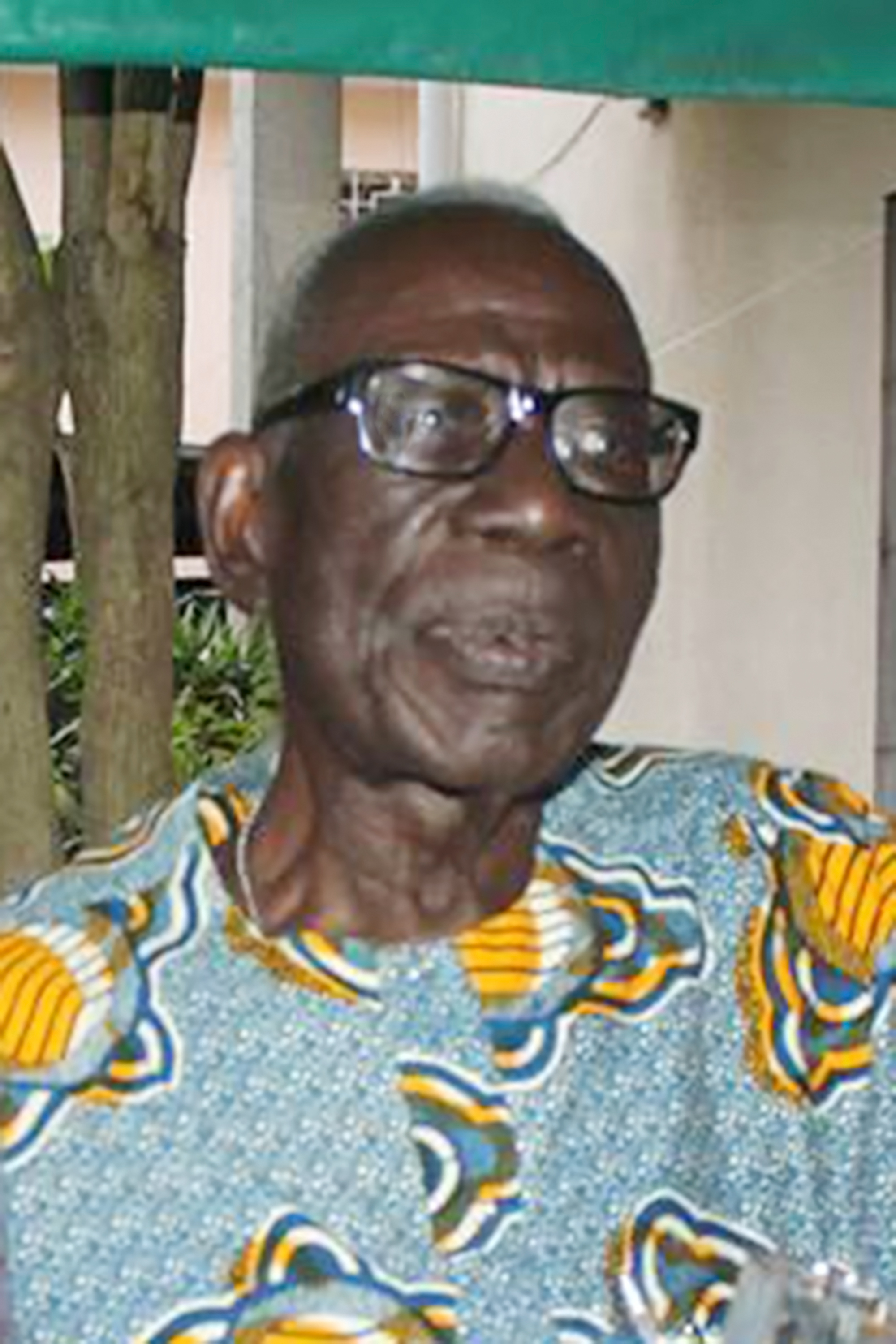
ベルナール・ダディエ／3月9日没

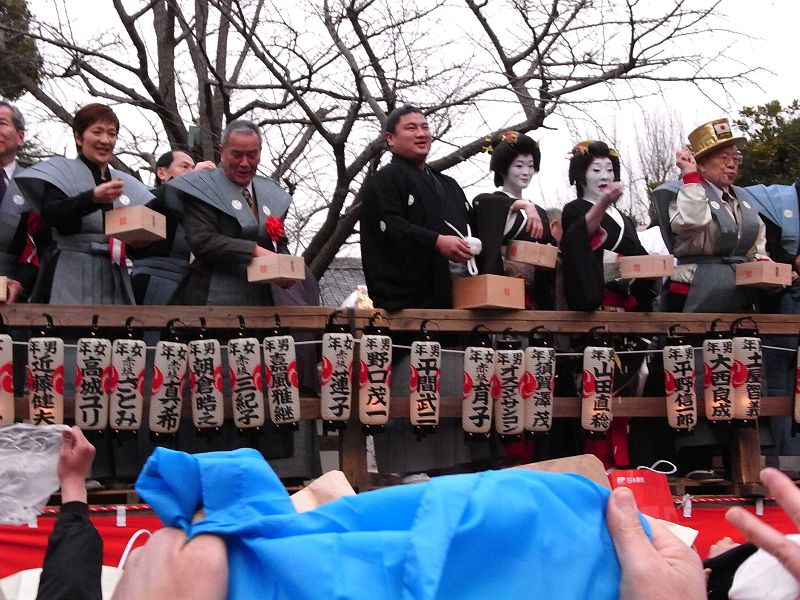
山田直稔（右）／3月9日没

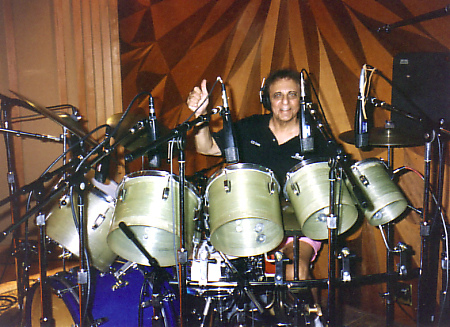
ハル・ブレイン／3月11日没

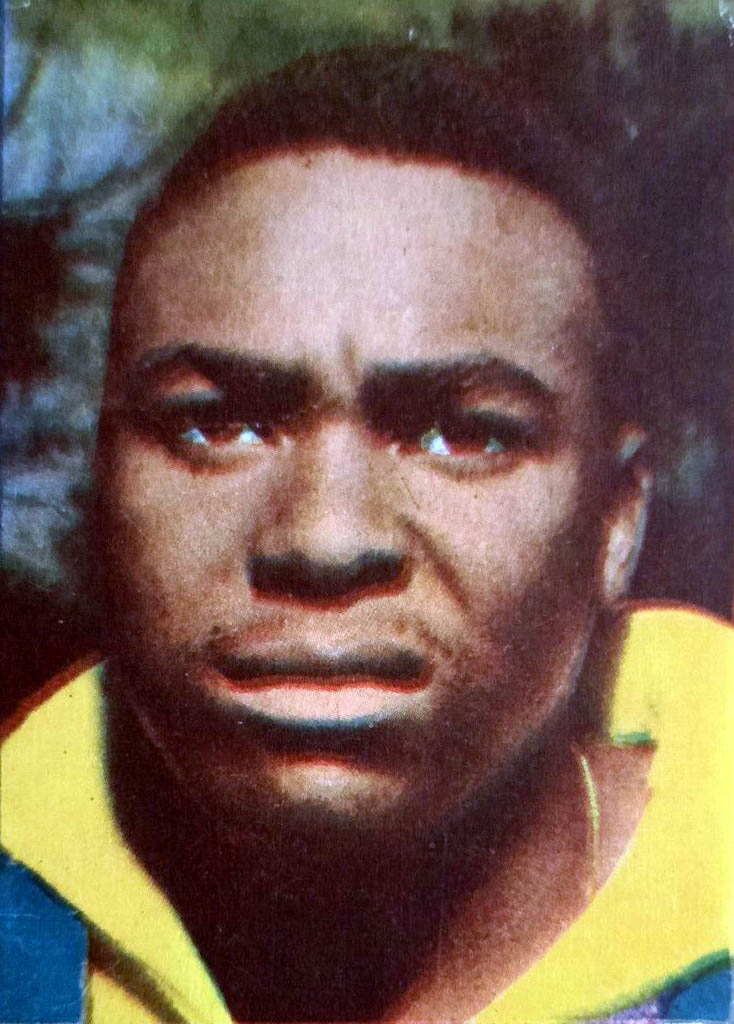
アントニオ・ウィルソン・オノリオ／3月11日没

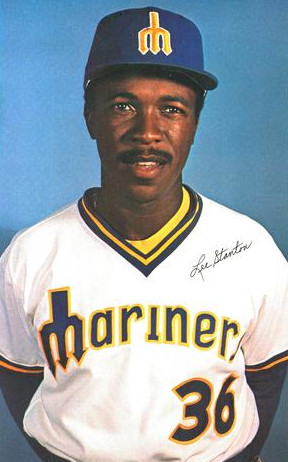
リロイ・スタントン／3月13日没

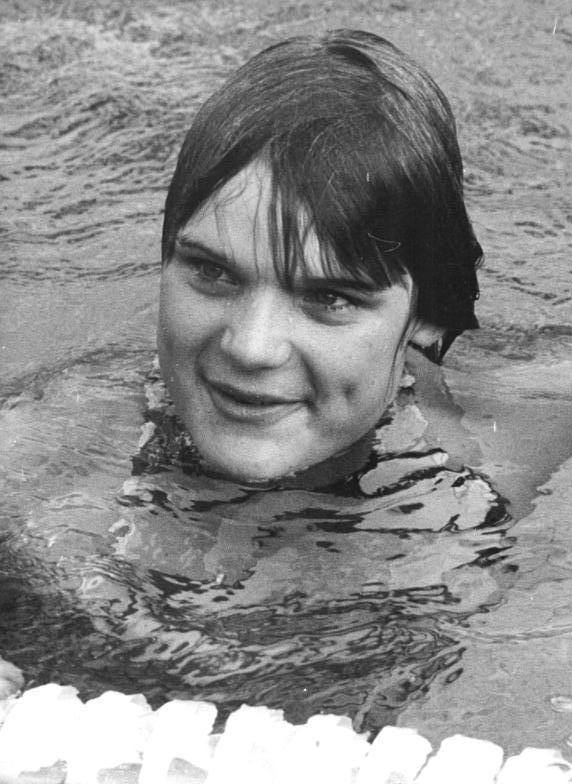
アンドレア・ポラック／3月13日没

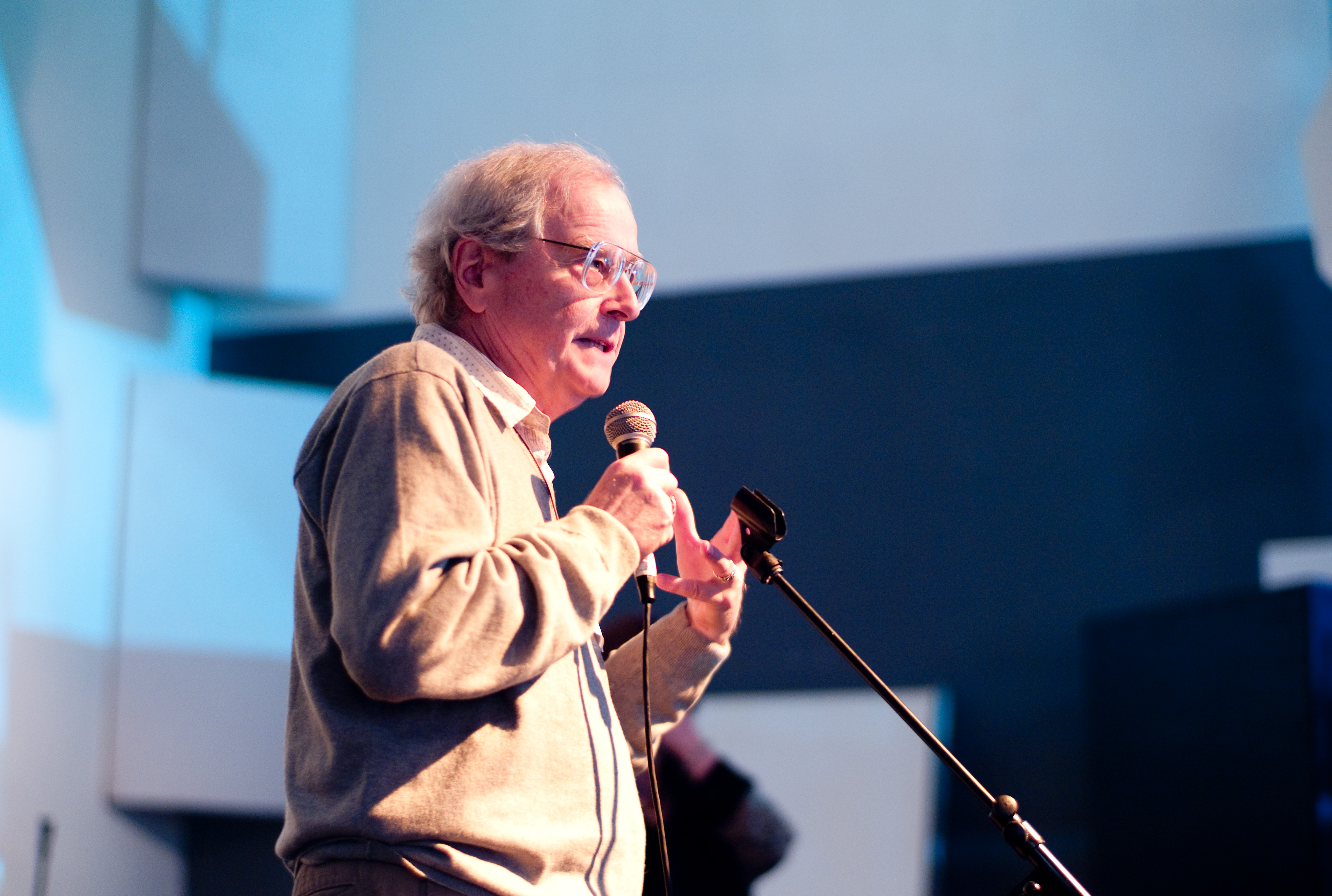
ラルフ・メツナー／3月14日没

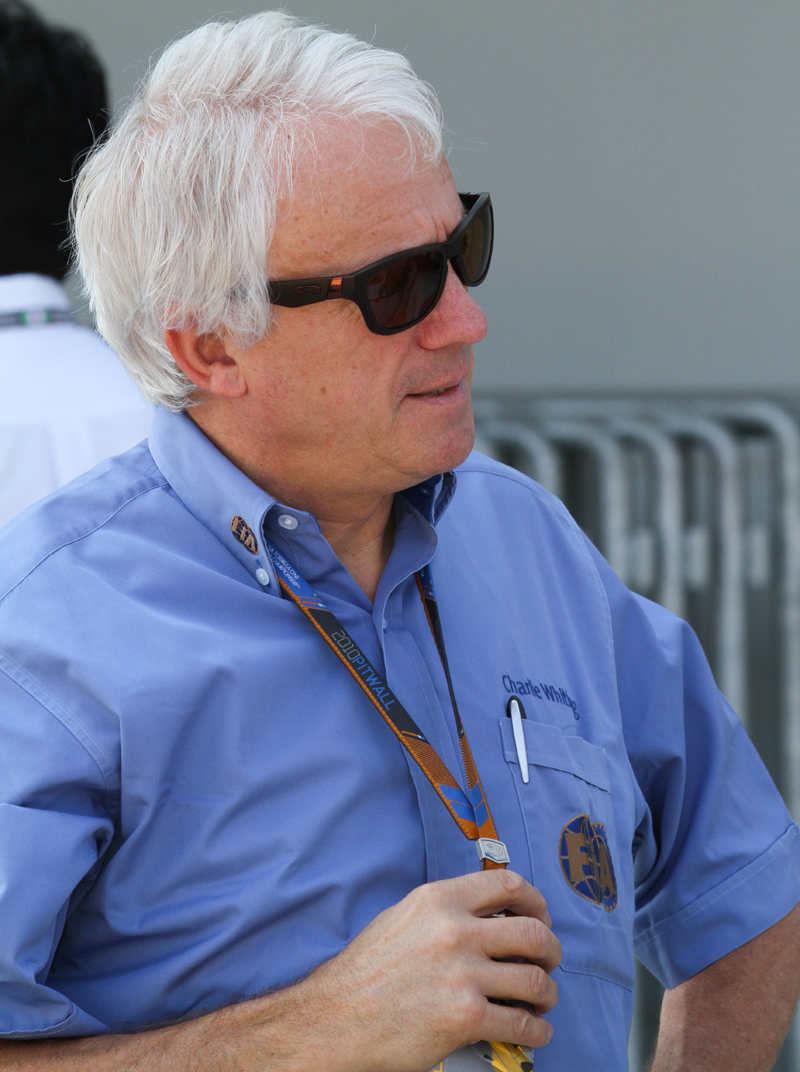
チャーリー・ホワイティング／3月14日没

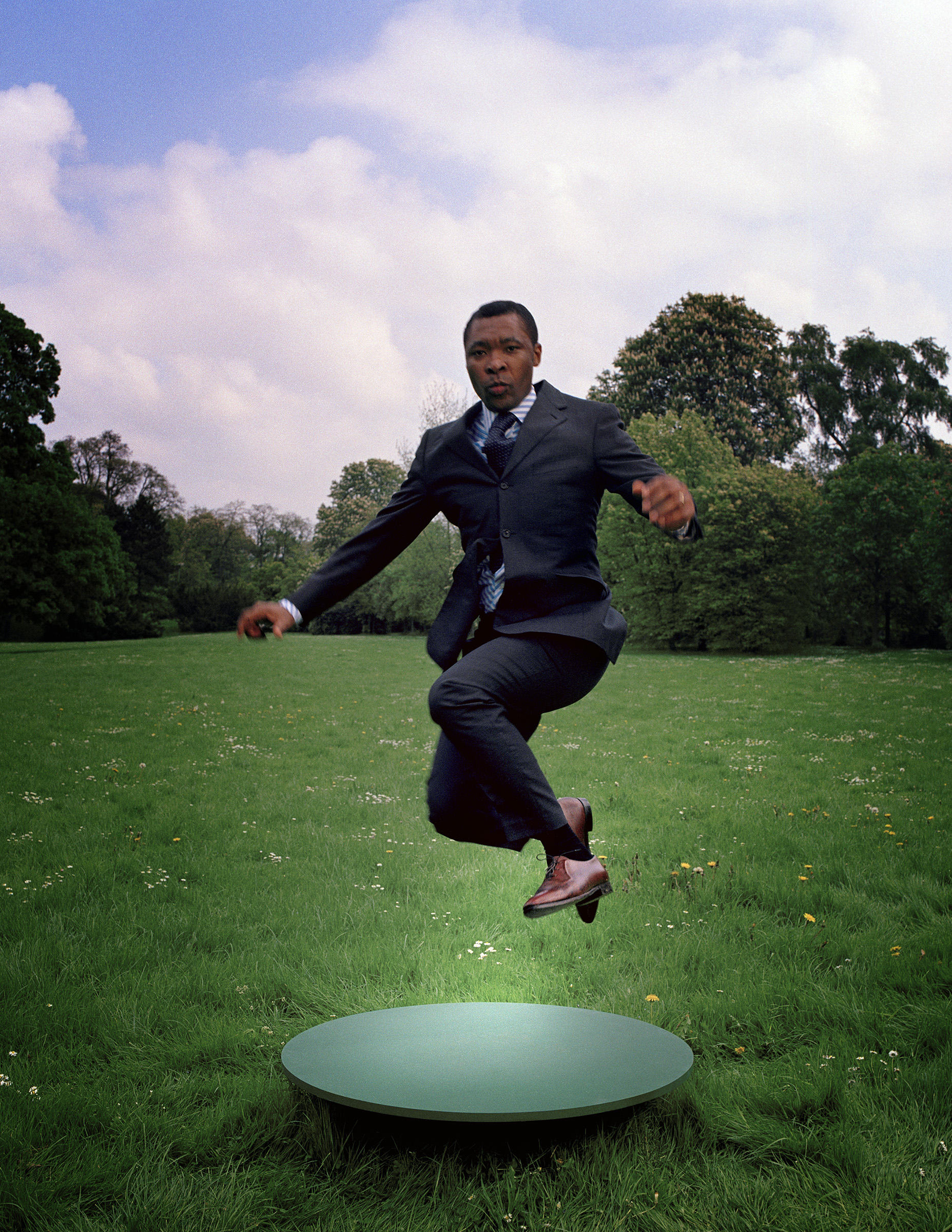
オクウィ・エンヴェゾー／3月15日没

- 3月1日 - 大野百樹、日本の画家（* 1920年）[1]
- 3月1日 - ケヴィン・ローチ、アイルランド出身のアメリカ合衆国の建築家、プリツカー賞受賞者（* 1922年）[2]
- 3月1日 - 岩崎正視、日本の実業家、元トヨタ自動車副会長・名古屋グランパスエイト社長・日本自動車工業会会長・名城大学理事長（* 1925年）[3]
- 3月1日 - ジョレス・イヴァノヴィチ・アルフョーロフ、ソビエト連邦・ロシア連邦の物理学者、ノーベル物理学賞受賞者（* 1930年）[4]
- 3月1日 - ジョゼフ・フランマーフェルト、アメリカ合衆国の指揮者（* 1937年）[5]
- 3月1日 - 五明公男、日本の体育学者、野球指導者、元法政大学野球部監督、同大名誉教授（* 1943年）[6]
- 3月1日 - 大井健地、日本の美術評論家、広島市立大学名誉教授（* 1947年）[7]
- 3月1日 - エウセビオ・ペドロサ、パナマの元プロボクサー、WBA世界フェザー級元王者（* 1956年）[8]
- 3月2日 - 小川守正、日本の実業家、文筆家、元学校法人甲南学園理事長（* 1922年）[9]
- 3月2日 - 森井清二、日本の実業家、元関西電力社長（* 1927年）[10]
- 3月2日 - アーマン・フレモン、フランスの地理学者（* 1933年）[11]
- 3月2日 - メド・オンド、モーリタニアの映画監督（* 1936年）[12]
- 3月2日 - コーシュ・ヤーノシュ、ハンガリーの俳優、歌手（* 1937年）
- 3月2日 - 角野幹男、日本の政治家、前山梨県中巨摩郡昭和町長（* 1942年）[13][14]
- 3月2日 - デイヴィッド・ヘルド、イギリスの政治学者（* 1951年）[15]
- 3月2日 - ヤニス・ベラキス（英語版）、ギリシャの報道写真家、ピューリッツァー賞受賞者（* 1960年）[16]
- 3月3日 - 川合辰雄、日本の実業家、元九州電力社長、元九州経済連合会会長（* 1917年）[17]
- 3月3日 - 宮城勇、日本の政治家、元沖縄県国頭村長（* 1926年）[18]
- 3月3日 - ピーター・ハーフォード、イギリスのオルガニスト、作曲家（* 1930年）[19]
- 3月3日 - 西川和行、日本の官僚、元会計検査院事務総長（* 1931年?）[20]
- 3月3日 - 阿南惟正、日本の実業家、太平工業（現日鉄住金テックスエンジ）元社長、全日本柔道連盟元理事（* 1933年）[21]
- 3月3日 - マイク・オリバー、イギリスの人権活動家（* 1945年）[22]
- 3月4日 - ジャン・スタロバンスキー、スイスの文芸評論家、哲学者（* 1920年）[23]
- 3月4日 - 大沢文夫、日本の生物物理学者、名古屋大学・大阪大学名誉教授（* 1922年）[24]
- 3月4日 - マイヤ・トウロフスカヤ（ロシア語版）、ロシアの映画評論家、脚本家（* 1924年）[25][26]
- 3月4日 - テッド・リンジー、カナダのアイスホッケー選手（* 1925年）[27]
- 3月4日 - 飯塚正、日本の政治家、元新潟県柏崎市長（* 1929年）[28]
- 3月4日 - 毛致用、中華人民共和国の政治家（* 1929年）[29]
- 3月4日 - 小出力、日本の物理化学者、大阪教育大学名誉教授（* 1930年）[30]
- 3月4日 - シドニー・ヴァーバ、アメリカ合衆国の政治学者、ハーバード大学カール・H・プフォルツハイマー大学名誉教授、元アメリカ政治学会会長（* 1932年）[31]
- 3月4日 - クラウス・キンケル、ドイツの元政治家、弁護士、元副首相兼外相・BNP長官・法務大臣、元FDP党首（* 1936年）[32]
- 3月4日 - キングコング・バンディ、アメリカ合衆国のプロレスラー（* 1957年）[33]
- 3月4日 - ルーク・ペリー、アメリカ合衆国の俳優（* 1966年）[34]
- 3月4日 - キース・フリント（英語版）、イギリスのミュージシャン、プロディジーメンバー（* 1969年）[35]
- 3月5日 - 灘康次、日本の歌手、ギタリスト、灘康次とモダンカンカンメンバー（* 1929年）[36]
- 3月5日 - ドル・ポポヴィッチ（英語版）、ルーマニアの作曲家（* 1932年）[37]
- 3月5日 - ジャック・ルーシェ、フランスのピアニスト、作曲家（* 1934年）[38]
- 3月5日 - 川内通康、日本の実業家、元ニッポン放送社長・会長（* 1935年）[39]
- 3月5日 - 龍村光峯、日本の織物美術家（* 1946年）[40]
- 3月5日 - 降矢祥博、日本の実業家、凸版印刷相談役・元副社長（* 1949年）[41]
- 3月5日 - サラ・ロムウェバー（英語版）、アメリカ合衆国のドラマー、レッツ・アクティヴ（英語版）メンバー（* 1964年）[42]
- 3月6日 - 鍛冶清、日本の政治家、元公明党衆議院議員（* 1928年）[43]
- 3月6日 - 鈴木正裕、日本の法学者、弁護士、神戸大学元学長・名誉教授（* 1932年）[44]
- 3月6日 - 喰田孝一、日本の高校野球指導者、元福岡県立東筑高等学校野球部監督（* 1936年）[45]
- 3月6日 - キャロリー・シュニーマン（英語版）、アメリカ合衆国のパフォーマンスアーティスト（* 1939年）[46]
- 3月6日 - 森山加代子、日本の歌手（* 1940年）[47]
- 3月6日 - 砂川しげひさ、日本の漫画家（* 1941年）[48]
- 3月6日 - エムナマエ、日本のイラストレーター、児童文学作家（* 1948年）[49]
- 3月7日 - 榎本深、日本の書家、毎日書道展参与会員（* 1929年）[50]
- 3月7日 - ザ・デストロイヤー、アメリカ合衆国のプロレスラー、タレント（* 1930年）[51]
- 3月7日 - カーマイン・ペルシコ（英語版）、アメリカ合衆国のマフィア、コロンボ一家ボス（* 1933年）[52]
- 3月7日 - ピノ・カルーソ、イタリアの俳優（* 1934年）[53]
- 3月7日 - 間所ひさこ、日本の児童文学作家（* 1938年）[54]
- 3月7日 - 須田一政、日本の写真家（* 1940年）[55]
- 3月7日 - 宗像衣子、日本のフランス文学者、元神戸松蔭女子学院大学教授（* 1950年）[56]
- 3月7日 - 雑賀秀介、日本の競馬調教師【高知県競馬組合所属】、元騎手（* 1955年）[57]
- 3月7日 - Rosto（オランダ語版）、オランダの映画監督、アーティスト（* 1969年）[58]
- 3月7日 - 紫艶、日本の元演歌歌手、セクシー女優（* 1978年）[59]
- 3月8日 - ジョージ・ナイクルグ、アメリカ合衆国のチェリスト（* 1919年）[60]
- 3月8日 - ミヒャエル・ギーレン、ドイツの指揮者、作曲家（* 1927年）[61]
- 3月8日 - ジョージ・モーフォゲン（英語版）、アメリカ合衆国の俳優（* 1933年）[62]
- 3月8日 - 植松日子太郎、日本の統計学者、専修大学名誉教授（* 1944年?）[63]
- 3月8日 - エディ・テイラー・ジュニア（英語版）、アメリカ合衆国のブルースミュージシャン（* 1972年）[64]
- 3月8日 - ケリー・カトリン（英語版）、アメリカ合衆国の自転車競技選手、2016年リオデジャネイロオリンピック女子団体追抜銀メダリスト（* 1995年）[65]
- 3月9日 - ベルナール・ダディエ、コートジボワールの小説家、詩人、劇作家、政治家、元同国文化大臣（* 1916年）[66]
- 3月9日 - ヴラジーミル・エトゥシュ（ロシア語版）、ロシアの俳優（* 1922年）[67]
- 3月9日 - 山田直稔、日本の実業家、浪速商事代表取締役会長、通称「オリンピックおじさん」（* 1926年）[68]
- 3月9日 - ジョニー・トンプソン（英語版）、アメリカ合衆国の手品師（* 1934年）[69]
- 3月9日 - ジェド・アラン（英語版）、アメリカ合衆国の俳優（* 1935年）[70]
- 3月9日 - パトリック・グランペレ（フランス語版）、フランスの映画監督、映画プロデューサー（* 1946年）[71]
- 3月9日 - 君島寛、日本の政治家、栃木県那須塩原市長（* 1948年）[72]
- 3月9日 - 石川哲久、日本の政治家、木更津市議会議員（* 1948年）[73]
- 3月9日 - （遺体発見日）トム・バラード（英語版）、イギリスの登山家（* 1988年）[74]
- 3月10日 - 及川和男、日本の小説家、「北の文学」元編集委員（* 1933年）[75]
- 3月10日 - ヨゼフ・ファイストマントル（英語版）、オーストリアのリュージュ選手、1964年インスブルックオリンピック男子2人乗り金メダリスト（* 1939年）[76]
- 3月10日 - イルセン・キュチュク（トルコ語版）、北キプロス・トルコ共和国の政治家、同国元首相（* 1940年）[77]
- 3月10日 - ウォーリー山口、日本のライター、レフェリー、プロレスマネージャー（* 1958年）[78]
- 3月11日 - マルティン・チリノ（スペイン語版）、スペインの彫刻家（* 1925年）[79]
- 3月11日 - ハル・ブレイン、アメリカ合衆国のセッション・ドラマー、スタジオ・ミュージシャン（* 1929年）[80]
- 3月11日 - 勝俣孝雄、日本の実業家、元新日本製鐵副社長、元九州石油社長・会長（* 1930年）[81]
- 3月11日 - 川戸貞吉、日本の演芸評論家、東京放送の元アナウンサー、ラジオディレクター（* 1938年）[82]
- 3月11日 - アントニオ・ウィルソン・オノリオ、ブラジルのサッカー選手、元ブラジル代表（* 1943年）[83]
- 3月11日 - ダニー・ベン・イスラエル（英語版）、イスラエルのサイケデリック・ミュージシャン（* 1944年）[84]
- 3月11日 - 井上宏生、日本のノンフィクション作家（* 1947年）[85]
- 3月11日 - ダニー・カストウ（英語版）、イギリスのギタリスト、トム・ロビンソン・バンド（英語版）メンバー（* 1955年）[86]
- 3月12日 - レオポルト・コツロフスキ（ポーランド語版）、ポーランドの作曲家、ピアニスト、指揮者（* 1919年）[87]
- 3月12日 - 藤田三司榮、日本の政治家、元秋田県田代町長（* 1920年）[88]
- 3月12日 - ジョン・リチャードソン（英語版）、イギリスの美術史家、批評家（* 1924年）[89]
- 3月12日 - マージョリー・W・シャーマット（英語版）、アメリカ合衆国の児童文学作家（* 1928年）[90]
- 3月12日 - 大野正雄、日本の作曲家（* 1931年）[91]
- 3月12日 - 渡部剛己、日本の政治家、元青森県田子町長（* 1935年）[92]
- 3月12日 - 相星雅子、日本の小説家（* 1937年）[93]
- 3月12日 - 和田芳治、日本の地域振興活動家（* 1943年）[94]
- 3月12日 - ヴィエラ・ビラ（チェコ語版）、チェコの歌手、ミュージシャン（* 1954年）[95]
- 3月13日 - ハワード・ヒベット、アメリカ合衆国の日本文学研究者（* 1920年）[96]
- 3月13日 - 多田公熙、日本の実業家、元中国電力社長（* 1923年）[97]
- 3月13日 - 杉本一義、日本の福祉学者、元近畿医療福祉大学学長、弘前学院大学大学院名誉教授（* 1931年）[98]
- 3月13日 - ガザリ・ジャアファ（英語版）、フィリピンの元反政府活動家、政治家、元モロ・イスラム解放戦線副議長、バンサモロ移行委員会（英語版）議長（* 1944年）[99]
- 3月13日 - リロイ・スタントン、アメリカ合衆国のMLB・プロ野球選手【阪神タイガース所属】（* 1946年）[100]
- 3月13日 - 7代目蝶花楼馬楽、日本の落語家（* 1947年）[101]
- 3月13日 - アンドレア・ポラック、ドイツの競泳選手、1976年モントリオールオリンピック女子200mバタフライ・4 x 100mメドレーリレー金メダリスト、100m・200mバタフライ元女子世界記録保持者（* 1961年）[102]
- 3月13日 - フランク・カリ（英語版）、アメリカ合衆国のマフィア、ガンビーノ一家ボス（* 1965年）[103]
- 3月14日 - ノヴァーク・イロナ、ハンガリーの競泳選手、1952年ヘルシンキオリンピック女子4 x 100m自由形リレー金メダリスト（* 1925年）[104]
- 3月14日 - 内田庶（宮田昇）、日本の編集者、児童文学作家（* 1928年）[105]
- 3月14日 - 目黒吉之助、日本の政治家、元日本社会党衆議院議員（* 1934年）[106]
- 3月14日 - ラルフ・メツナー、ドイツ出身のアメリカ合衆国の心理学者、作家（* 1936年）[107]
- 3月14日 - チャーリー・ホワイティング、イギリスのカーエンジニア、フォーミュラ1レースディレクター（* 1952年）[108]
- 3月14日 - ジェイク・フェルプス（英語版）、アメリカ合衆国のスケートボーダー、スラッシャー・マガジン（英語版）編集長（* 1962年）[109]
- 3月14日 - 神戸勝彦、日本の料理人、オーナーシェフ（* 1969年）[110]
- 3月15日 - ジャン＝ピエール・リシャール、フランスの文芸評論家（* 1922年）[111]
- 3月15日 - W・S・マーウィン（英語版）、アメリカ合衆国の詩人、ピューリッツァー賞受賞者（* 1927年）[112]
- 3月15日 - 中島正徳、日本の市民運動家、元長崎県被爆者手帳友愛会会長（* 1930年）[113]
- 3月15日 - 森川敏雄、日本の銀行家、元住友銀行（現三井住友銀行）頭取（* 1933年）[114]
- 3月15日 - 樽本庄一、日本の政治家、元兵庫県加古川市長（* 1940年）[115]
- 3月15日 - 服部靖夫、日本の実業家、セイコーエプソン名誉会長（* 1940年）[116]
- 3月15日 - ドミニク・ノゲーズ（フランス語版）、フランスの作家、フェミナ賞受賞者（* 1942年）[117]
- 3月15日 - 楢崎欣弥、日本の政治家、元民主党衆議院議員（* 1943年）[118]
- 3月15日 - ゲアハルト・シーバ（ドイツ語版）、オーストリアの政治家、元ブラウナウ・アム・イン市長（* 1947年）[119]
- 3月15日 - レオ澤鬼、日本の画家、イラストレーター（* 1948年）[120]
- 3月15日 - ローレンス・G・ディティリオ（英語版）、アメリカ合衆国の脚本家（* 1948年）[121]
- 3月15日 - ジョニー・ジョーンズ（英語版）、アメリカ合衆国の陸上競技・アメリカンフットボール選手、1976年モントリオールオリンピック4x100mリレー金メダリスト（* 1958年）[122]
- 3月15日 - オクウィ・エンヴェゾー、ナイジェリアのキュレーター、批評家、作家、詩人（* 1963年）[123]

## (16日 - 31日)

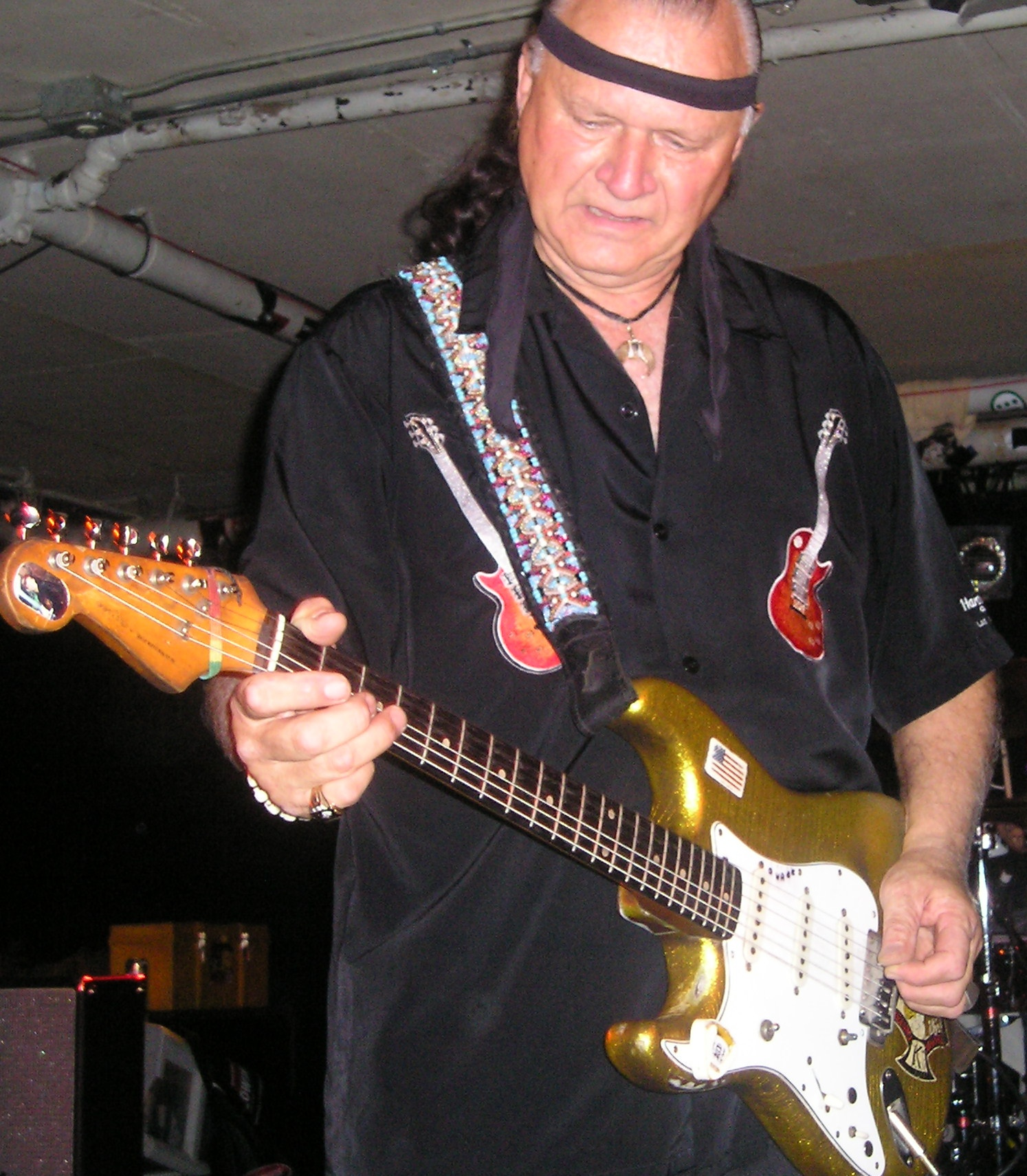
ディック・デイル／3月16日没

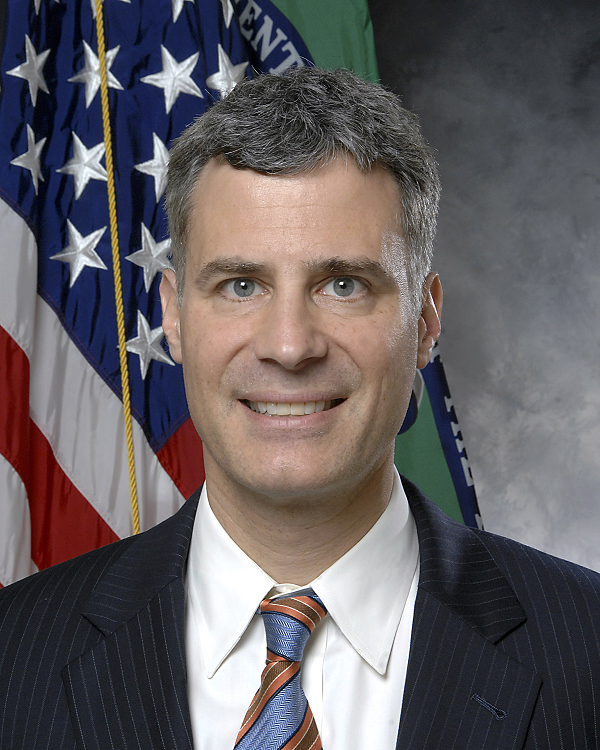
アラン・クルーガー／3月16日没

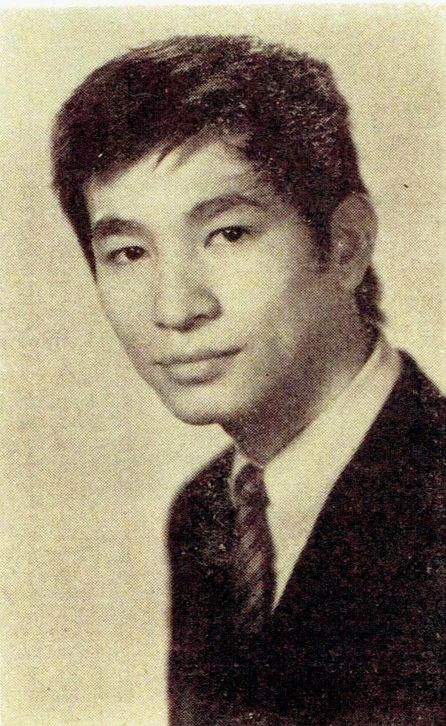
内田裕也／3月17日没

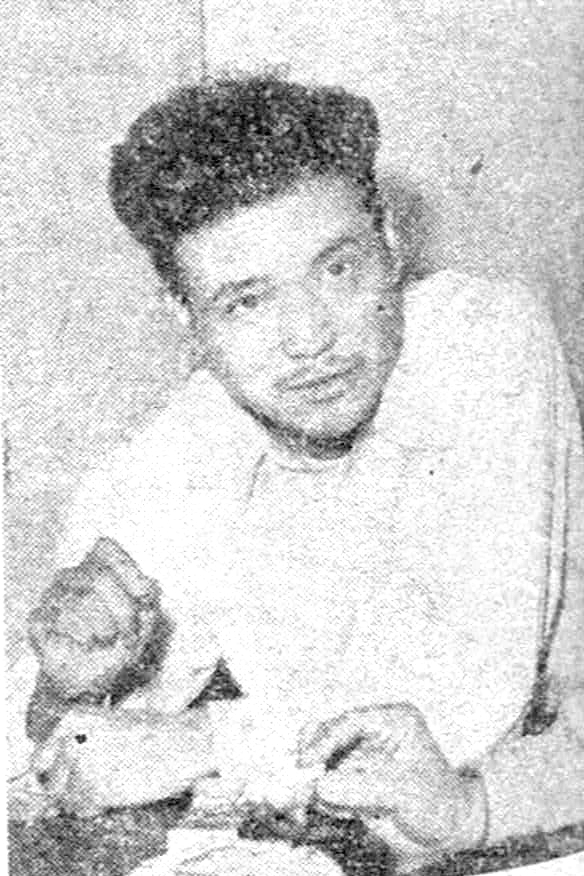
織本順吉／3月18日没

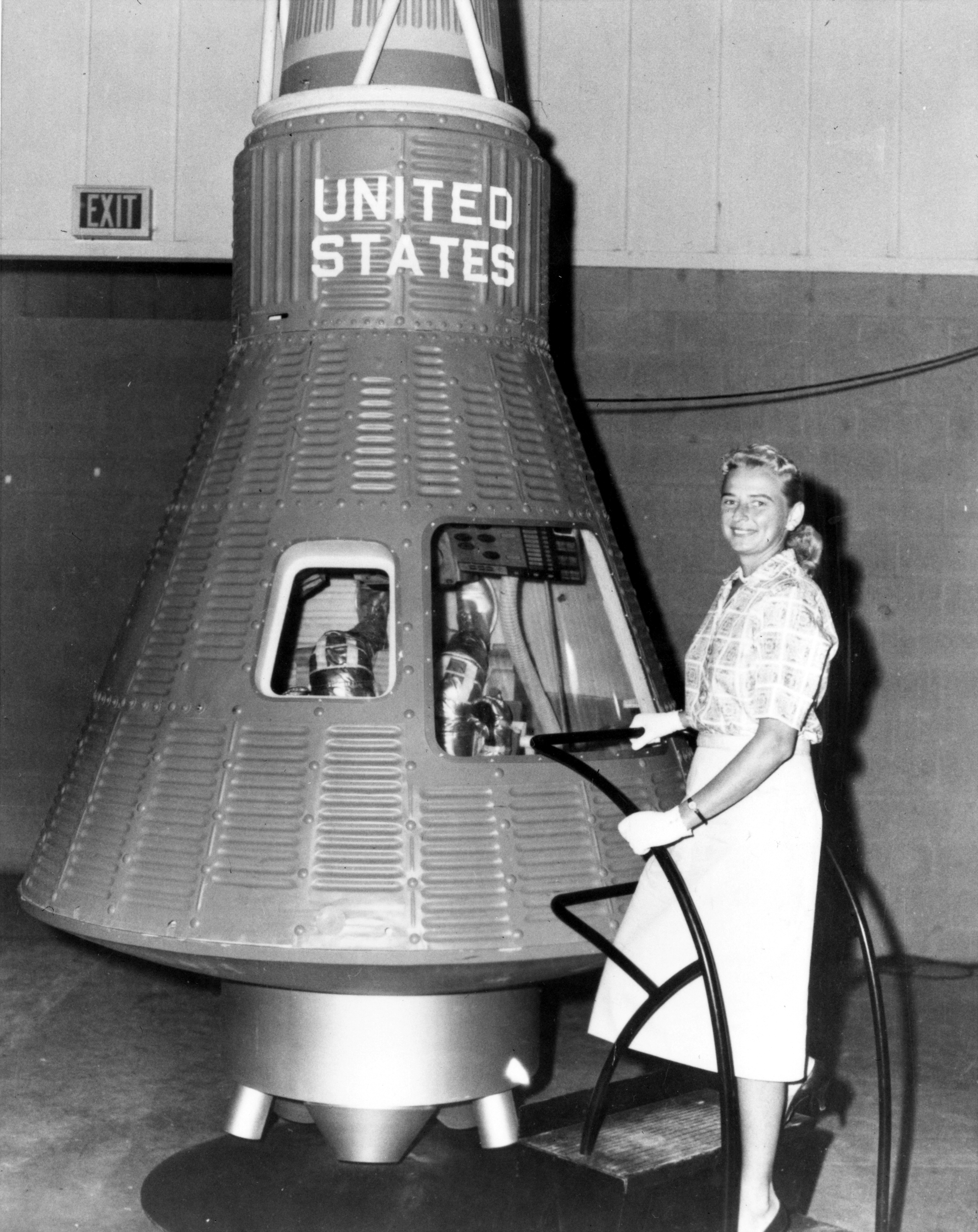
ジェリー・コッブ／3月18日没

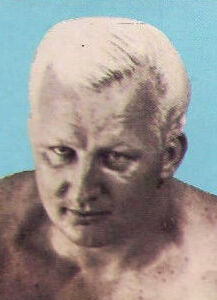
ロジャー・カービー／3月18日没

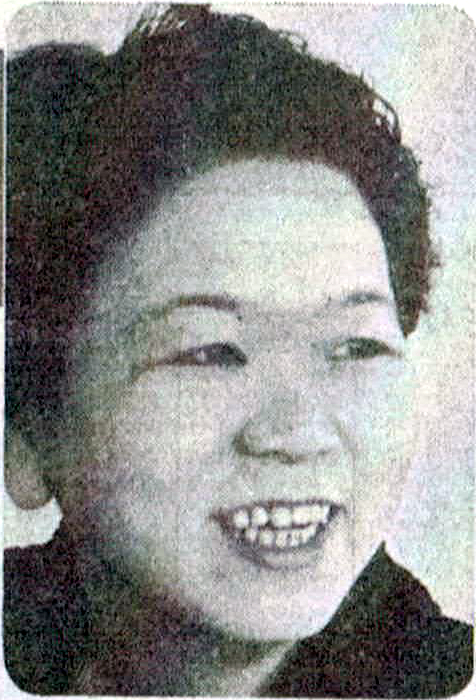
吉沢久子／3月21日没

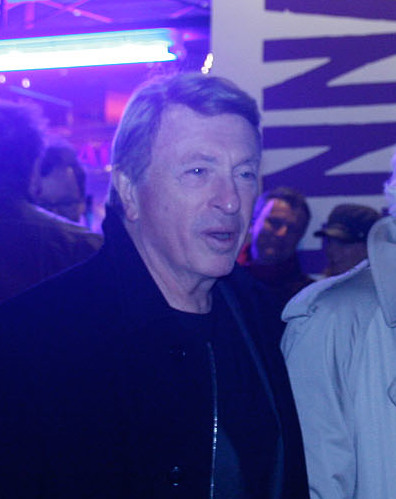
ラリー・コーエン／3月23日没

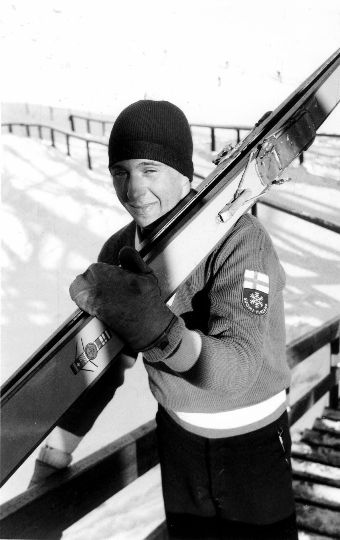
エンシオ・ヒッティア／3月24日没

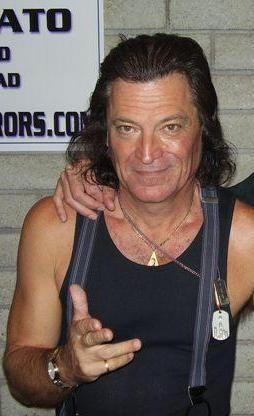
ジョセフ・ピラトー／3月24日没

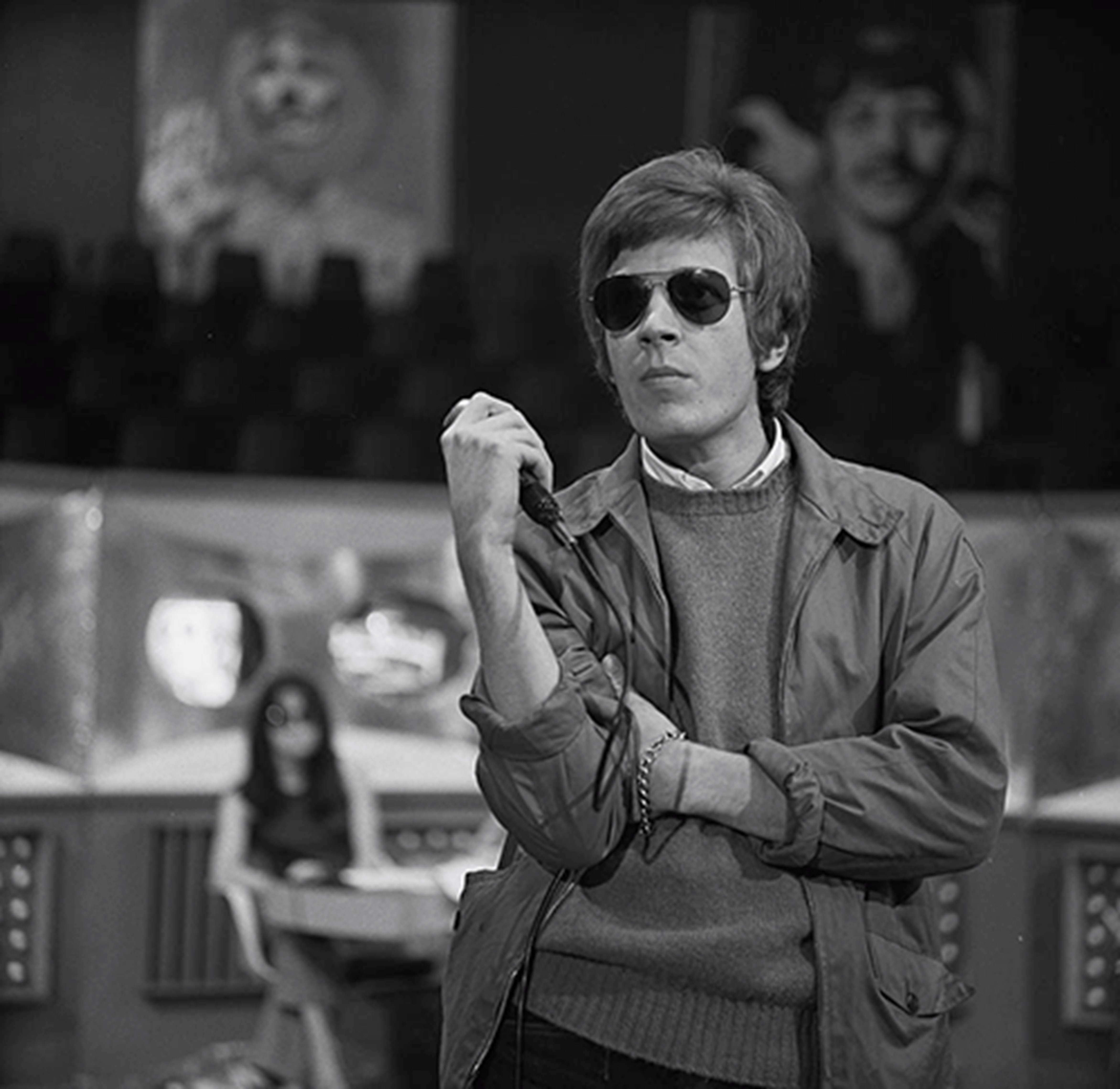
スコット・ウォーカー／3月25日没

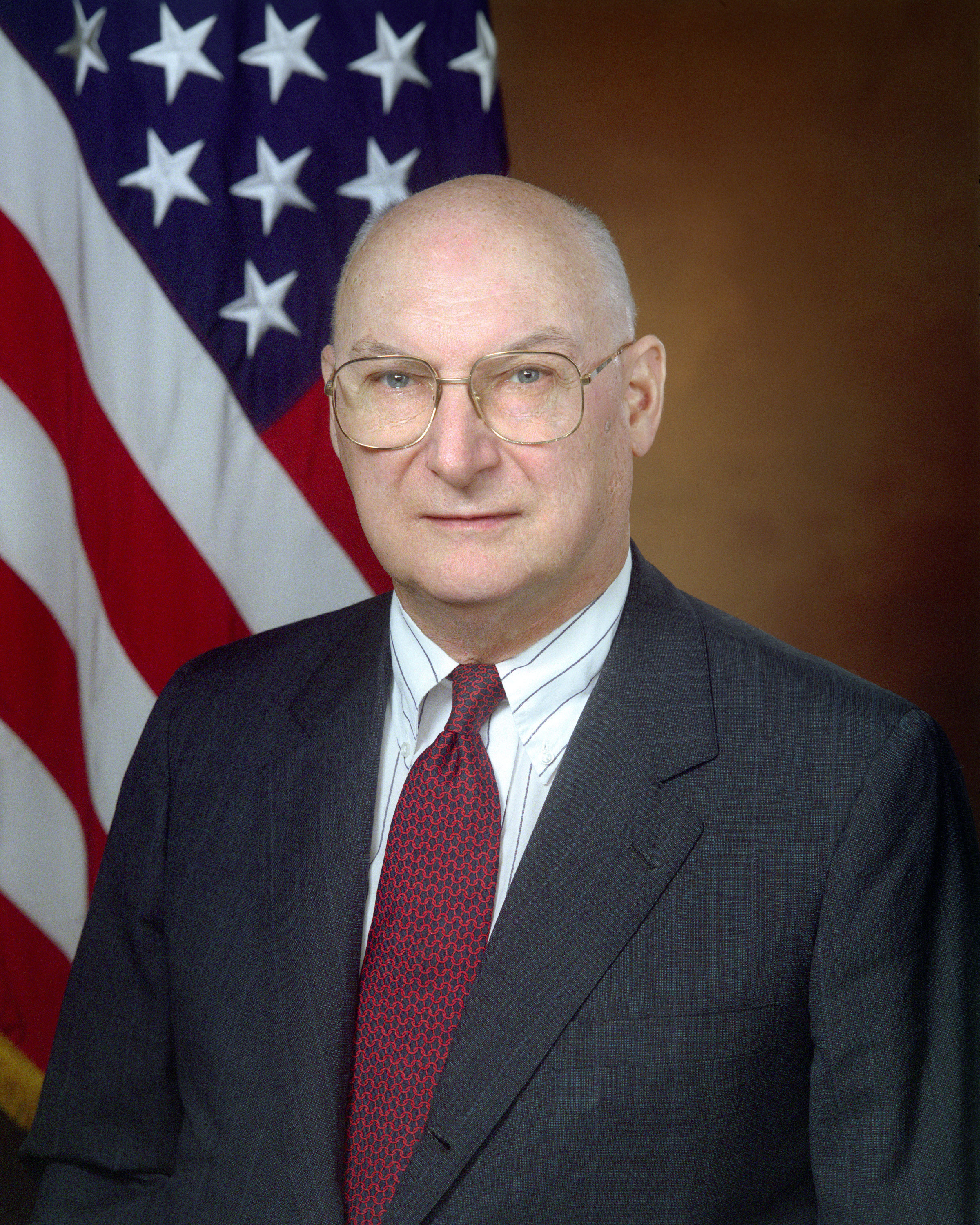
アンドリュー・マーシャル／3月26日没

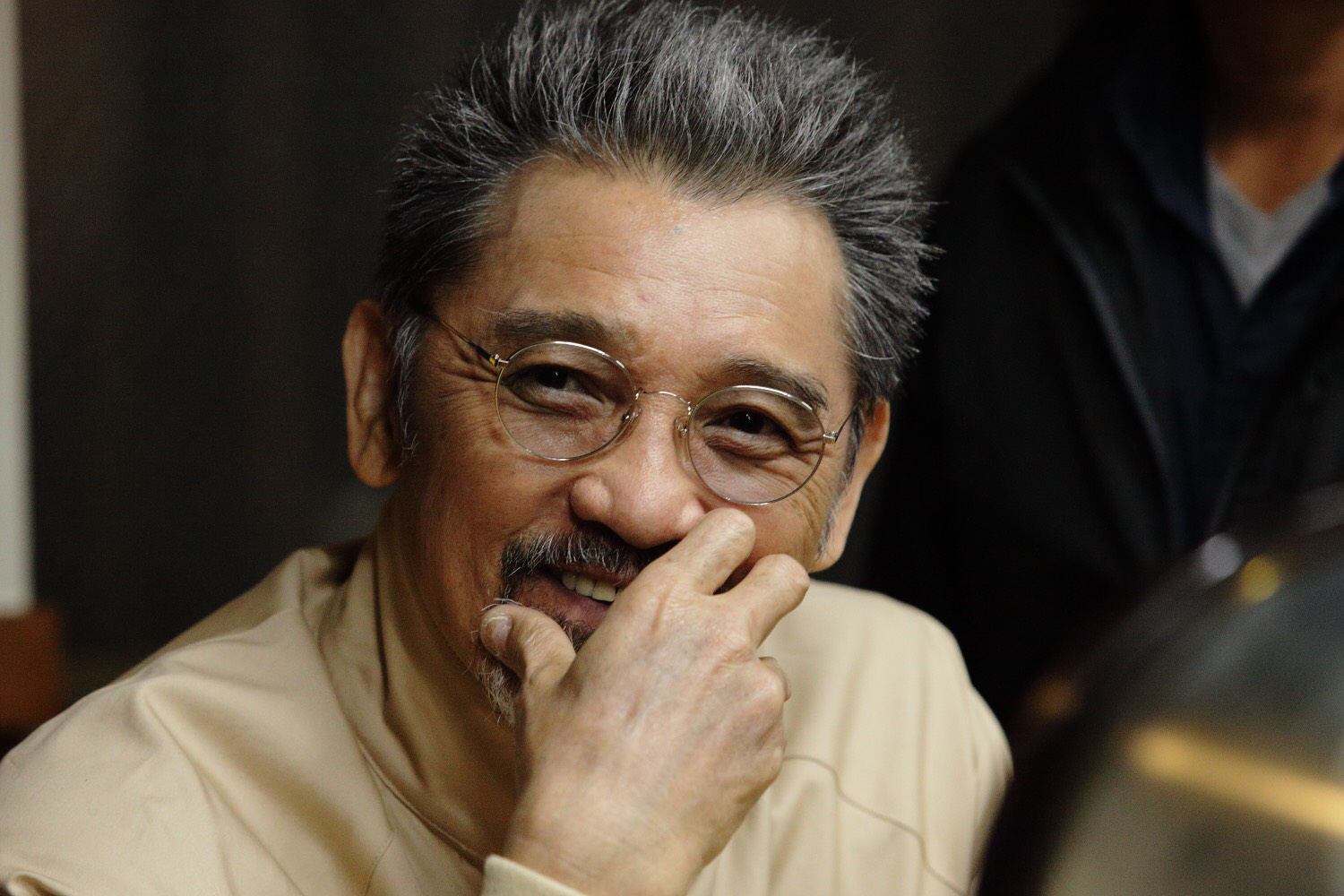
萩原健一／3月26日没

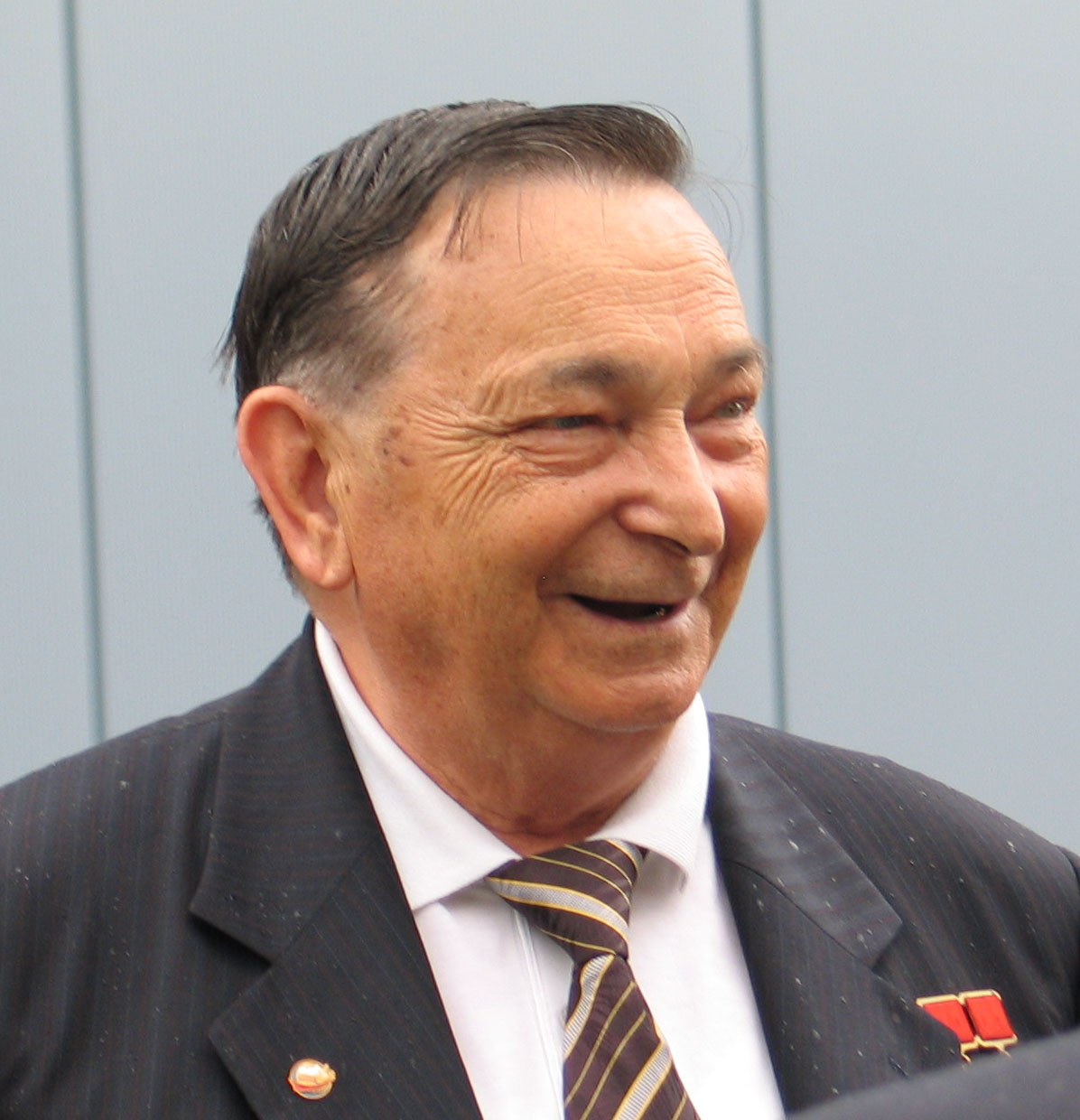
ヴァレリー・ブィコフスキー／3月27日没

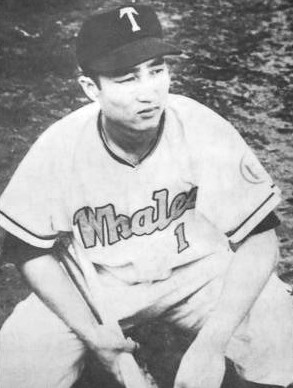
近藤昭仁／3月27日没

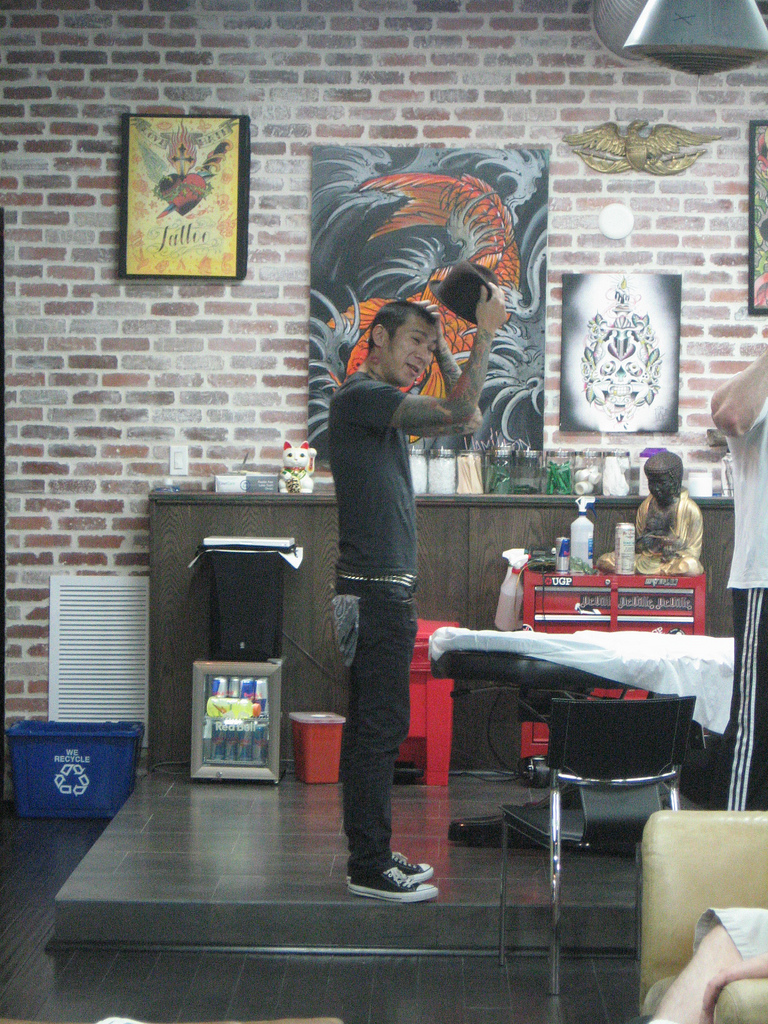
原田洋二郎／3月27日没

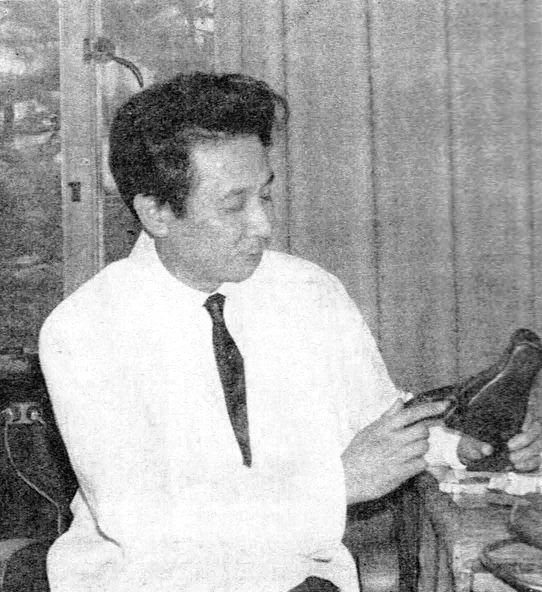
中西香爾／3月28日没

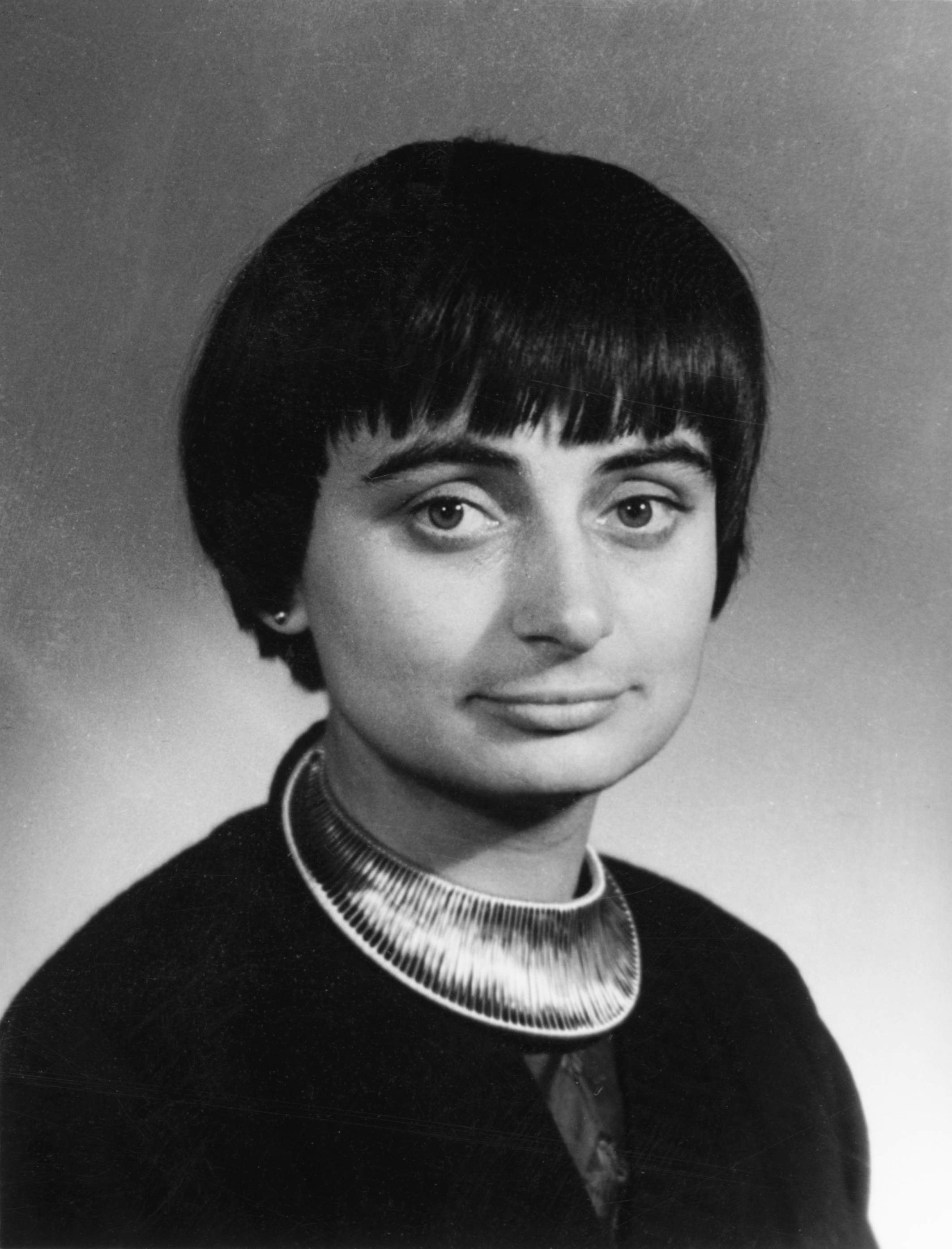
アニエス・ヴァルダ／3月29日没

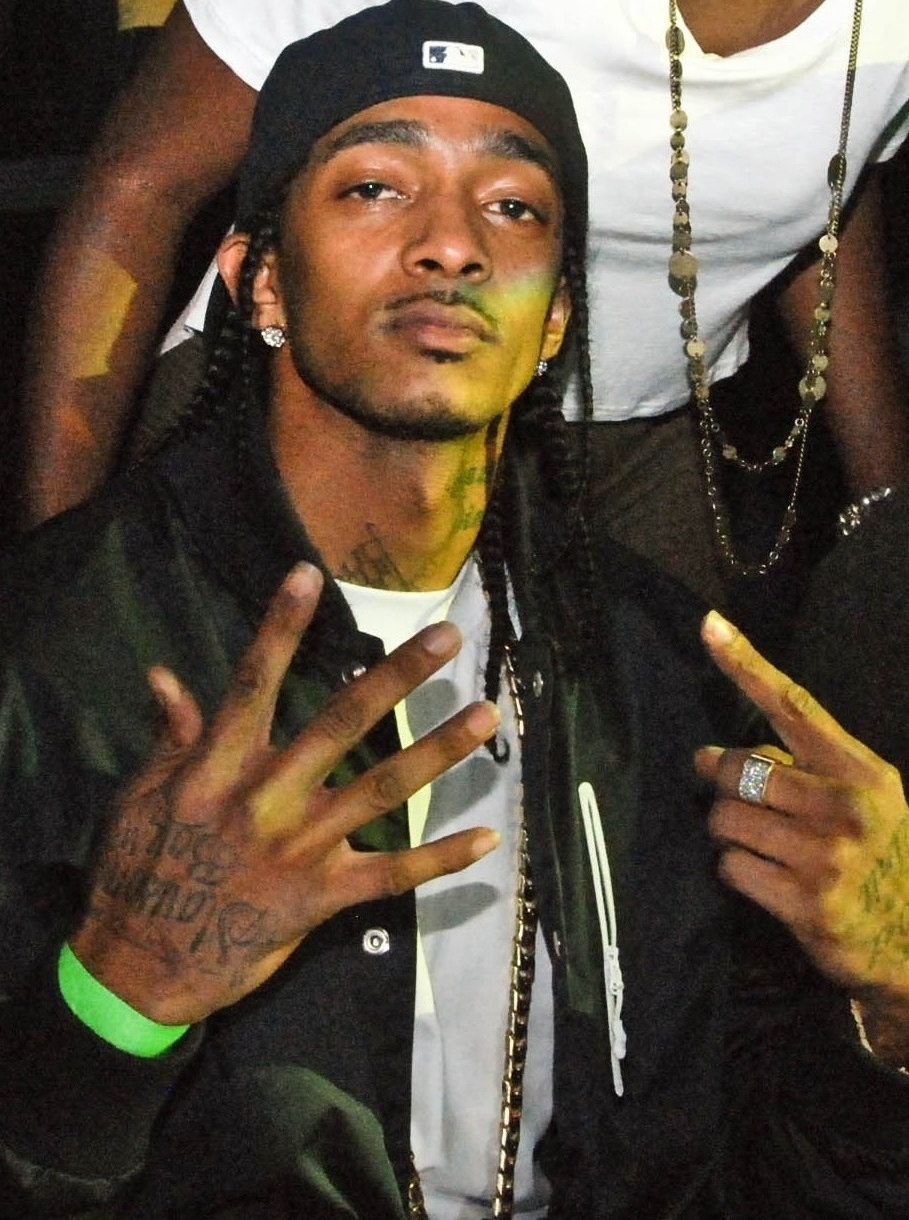
ニプシー・ハッスル／3月31日没

- 3月16日 - リチャード・アードマン（英語版）、アメリカ合衆国の俳優（* 1925年）[124]
- 3月16日 - トム・ハッテン（英語版）、アメリカ合衆国の俳優（* 1926年）[125]
- 3月16日 - 浅井東兵衛、日本の政治家、元岩手県一関市長（* 1927年）[126]
- 3月16日 - 北田耕也、日本の社会教育学者、明治大学名誉教授（* 1928年）[127]
- 3月16日 - 古川卓、日本の実業家、元黒田精工社長（* 1934年?）[128]
- 3月16日 - 原田健二、日本の漫才師、ナンセンスのメンバー（* 1935年）[129]
- 3月16日 - ディック・デイル、アメリカ合衆国のロック・ギタリスト（* 1937年）[130]
- 3月16日 - バーバラ・ハマー（英語版）、アメリカ合衆国の映画監督（* 1939年）[131]
- 3月16日 - アモス・クロネル（英語版）、イスラエルの考古学者（* 1940年）[132]
- 3月16日 - モハメド・マフムード・ウルド・ルリー、モーリタニアの軍人、政治家、元国家救済軍事委員会委員長（* 1943年）[133]
- 3月16日 - ジルベール・オトワ（フランス語版）、ベルギーの哲学者（* 1946年）[134]
- 3月16日 - ハンス＝ヴォルフガング・デュンシェーデ、ドイツのフルート奏者、ピッコロ奏者（* 1949年）[135]
- 3月16日 - スティーヴン・ロルフ・パウエル（英語版）、アメリカ合衆国のガラス工芸家（* 1951年）[136]
- 3月16日 - ヤン・ファンシュ・ケメネール（フランス語版）、フランスの歌手（* 1957年）[137]
- 3月16日 - アラン・クルーガー、アメリカ合衆国の経済学者、元大統領経済諮問委員会委員長（* 1960年）[138]
- 3月16日 - ユーリヤ・ナチャロワ（ロシア語版）、ロシアの女優、テレビ司会者（* 1981年）[139]
- 3月17日 - 児玉俊一郎、日本の実業家、元呉羽化学工業（現クレハ）社長（* 1926年）[140]
- 3月17日 - 三輪士郎、日本の実業家、元三重交通社長（* 1928年?）[141]
- 3月17日 - アンドレ・ウィリアムス（英語版）、アメリカ合衆国のR&Bミュージシャン（* 1936年）[142]
- 3月17日 - 内田裕也、日本のミュージシャン、俳優（* 1939年）[143]
- 3月17日 - バーニー・トーメ（英語版）、アイルランドのギタリスト、歌手、ソングライター（* 1952年）[144]
- 3月17日 - ノーマン・ホーリン（英語版）、アメリカ合衆国の映像編集者（* 1952年）[145]
- 3月17日 - ヴォルフガング・マイヤー、ドイツのクラリネット奏者（* 1954年）[146]
- 3月17日 - マノハール・パリカル（英語版）、インドの政治家、元国防大臣・ゴア州知事（* 1955年）[147]
- 3月17日 - 沖田一彦、日本の理学療法学者、県立広島大学教授（* 1959年）[148]
- 3月17日 - ウルフ・ベントソン（スウェーデン語版）、スウェーデンの卓球選手（* 1960年）[149]
- 3月17日 - ビクトル・ヘネス（英語版）、パラグアイのサッカー選手・指導者、元同国代表・代表監督（* 1961年）[150]
- 3月18日 - エゴン・バラス（英語版）、ルーマニアの数学者（* 1922年）[151]
- 3月18日 - 織本順吉、日本の俳優（* 1927年）[152]
- 3月18日 - ジェリー・コッブ、アメリカ合衆国のパイロット（* 1931年）[153]
- 3月18日 - ロジャー・カービー、アメリカ合衆国のプロレスラー（* 1939年）[154]
- 3月18日 - ジョン・カール・ビュークラー（英語版）、アメリカ合衆国の映画監督、メイクアップアーティスト（* 1952年）[155]
- 3月18日 - ケネス・トー（英語版）、香港出身のオーストラリアの競泳選手（* 1992年）[156]
- 3月19日 - マルレン・フツィエフ（ロシア語版）、ジョージア出身のロシアの映画監督（* 1925年）[157]
- 3月19日 - 河野鶴雄、日本の政治家、元島根県旧柿木村長（* 1928年）[158]
- 3月19日 - 小出治重、日本の俳人（* 1930年）[159]
- 3月19日 - 熊澤淨一、日本の医学者、九州大学名誉教授（* 1934年）[160]
- 3月19日 - 金原亭馬好 (5代目)、日本の落語家（* 1948年）[161]
- 3月19日 - ボリス・ドゥブローヴィン（ロシア語版）、ロシアの数学者（* 1950年）[162]
- 3月20日 - メアリー・ウォーノック、イギリスの哲学者（* 1924年）[163]
- 3月20日 - ハンス＝ギュンター・ネッカー（英語版）、ドイツのバス歌手（* 1927年）[164]
- 3月20日 - 北川博敏、日本の農学者、香川大学名誉教授、香川短期大学元学長（* 1931年）[165]
- 3月20日 - 玉水寿清、日本の政治家、元愛媛県久万高原町長（* 1936年?）[166]
- 3月20日 - ドナルド・カルポカス（英語版）、バヌアツの政治家、元同国首相（* 1943年）[167]
- 3月20日 - 東久邇信彦、日本の旧皇族、東久邇家第3代当主（* 1945年）[168]
- 3月20日 - テリエ・ニルセン（ノルウェー語版）、ノルウェーのシンガーソングライター（* 1951年）[169]
- 3月20日 - ハイメ・リオス、パナマの元プロボクサー、WBA世界ジュニアフライ級元王者（* 1953年）[170]
- 3月20日 - ユーネッタ・T・ブーン（英語版）、アメリカ合衆国の脚本家（* 1955年）[171]
- 3月20日 - コ・スナム（ワン・L・ゴー）、大韓民国出身のアメリカ合衆国の元学生、オイコス大学銃乱射事件実行犯（* 1969年?）[172]
- 3月21日 - 吉沢久子、日本の評論家、随筆家（* 1918年）[173]
- 3月21日 - ハク・シャー（英語版）、インドの芸術家（* 1934年）[174]
- 3月21日 - マルセル・ドゥティエンヌ、ベルギーの古典学者、比較人類学者（* 1935年）[175]
- 3月21日 - ピョートル・ザイチェンコ（ロシア語版）、ロシアの俳優（* 1943年）[176]
- 3月21日 - マイケル・コーファー、アメリカ合衆国のアメリカンフットボール選手（* 1960年）[177]
- 3月22日 - カルロ・フランチ（イタリア語版）、イタリアの指揮者（* 1927年）[178]
- 3月22日 - フランス・アンドリーセン（オランダ語版）、オランダの政治家、元同国財務大臣、元欧州委員会通商担当委員・対外関係担当委員（* 1929年）[179]
- 3月22日 - アーレン・ネス（英語版）、アメリカ合衆国のオートバイデザイナー、起業家（* 1939年）[180]
- 3月23日 - ヴィクター・ホフハウザー（英語版）、スロバキア出身のイギリスのインプレサリオ（* 1923年）[181]
- 3月23日 - 天野益夫、日本の実業家、元愛知製鋼社長（* 1924年）[182]
- 3月23日 - ラフィ・エイタン（英語版）、イスラエルの諜報部員、政治家、元イスラエル諜報特務庁職員・年金担当大臣、アドルフ・アイヒマン拘束作戦指揮者（* 1926年）[183]
- 3月23日 - 松野幸信、日本の政治家、元岐阜県瑞穂市長（* 1940年）[184]
- 3月23日 - 岡田史乃、日本の俳人（* 1940年）[185]
- 3月23日 - ラリー・コーエン、アメリカ合衆国の映画監督（* 1941年）[186]
- 3月23日 - マッティ・ラウノネン（英語版）、フィンランドの卓球選手、1992年バルセロナシングル・1996年アトランタパラリンピックダブルス金メダリスト（* 1944年）[187]
- 3月23日 - デニス・デュバリー（英語版）、アメリカ合衆国の女優、実業家（* 1956年）[188]
- 3月23日 - 中村良隆、日本の政治家、福井県若狭町副町長（* 1956年?）[189]
- 3月23日 - リナ・チェリャゾワ（英語版）、ウズベキスタンのフリースタイルスキー選手、1994年リレハンメルオリンピック女子エアリアル金メダリスト（* 1968年）[190]
- 3月23日 - ライアン・ブラント、アメリカ合衆国の実業家、テイクツー・インタラクティブ創業者（* 1970年?）[191]
- 3月24日 - エンシオ・ヒッティア、フィンランドのノルディック複合選手（* 1933年）[192]
- 3月24日 - ミッチ・マツダイラ（英語版）、アメリカ合衆国の実業家、民権活動家（* 1937年）[193]
- 3月24日 - マイケル・リン（英語版）、アメリカ合衆国の映画プロデューサー、元ニュー・ライン・シネマ社長（* 1941年）[194]
- 3月24日 - 菅井勝雄、日本の教育工学者、大阪大学名誉教授（* 1942年）[195]
- 3月24日 - ジョセフ・ピラトー、アメリカ合衆国の俳優、声優（* 1949年）[196]
- 3月24日 - 三遊亭金遊、日本の落語家（* 1951年）[197]
- 3月25日 - ライル・タトル（英語版）、アメリカ合衆国のタトゥーアーティスト（* 1931年）[198]
- 3月25日 - 赤堀千恵美、日本の料理研究家、赤堀料理学園名誉校長（* 1936年）[199]
- 3月25日 - フレッド・マレク（英語版）、アメリカ合衆国の実業家、慈善活動家、共和党政治顧問（* 1936年）[200]
- 3月25日 - スコット・ウォーカー、アメリカ合衆国の歌手、作曲家（* 1943年）[201]
- 3月26日 - アンドリュー・マーシャル、アメリカ合衆国の国防総省官僚、元総合評価局（英語版）局長（* 1921年）[202]
- 3月26日 - 源氏太郎、日本のハーモニカ漫談家、東京演芸協会理事（* 1929年）[203]
- 3月26日 - 新城長有、日本の育種学者、琉球大学名誉教授（* 1931年）[204]
- 3月26日 - 渡邉良孝、日本の実業家、誠和梱枹運輸会長（* 1931年?）[205]
- 3月26日 - 田村鋭治、日本の銀行家、元広島信用金庫理事長（* 1932年）[206]
- 3月26日 - 小山峰男、日本の政治家、元長野県副知事・参議院議員【新進党所属】（* 1934年）[207]
- 3月26日 - 白石冬美、日本の女優、声優、ラジオパーソナリティ（* 1936年）[208]
- 3月26日 - 桂竜也、日本のアナウンサー（* 1939年）[209]
- 3月26日 - 萩原健一、日本の俳優、歌手、元ザ・テンプターズメンバー（* 1950年）[210]
- 3月26日 - W・H・パグマイア（英語版）、アメリカ合衆国のホラー小説作家（* 1951年）[211]
- 3月26日 - ランキング・ロジャー（英語版）、イギリスの歌手、元ザ・ビート（英語版）メンバー（* 1963年）[212]
- 3月26日 - ラファエル・ヘンゼル（ポルトガル語版）、ブラジルのジャーナリスト、ラミア航空2933便墜落事故生存者（* 1973年）[213]
- 3月27日 - ロイ・ユージン・デーヴィス（英語版）、アメリカ合衆国の思想家、スピリチュアル教師（* 1931年）[214]
- 3月27日 - ヴァレリー・ブィコフスキー、ロシアの宇宙飛行士（* 1934年）[215]
- 3月27日 - 近藤昭仁、日本の元プロ野球選手【大洋ホエールズ所属】、野球指導者【元横浜ベイスターズ監督、千葉ロッテマリーンズ監督など】（* 1938年）[216]
- 3月27日 - 竹田光広、日本の裁判官、札幌家庭裁判所長（* 1958年?）[217]
- 3月27日 - ゲッツ・アルグス（ドイツ語版）、ドイツの俳優（* 1961年）[218]
- 3月27日 - 原田洋二郎、日本出身のアメリカ合衆国のタトゥーアーティスト、リアリティ番組出演者（* 1972年）[219]
- 3月28日 - エド・ウェストコット（英語版）、アメリカ合衆国の写真家（* 1922年）[220]
- 3月28日 - モーリー・ローズ（英語版）、アメリカ合衆国の映画音楽作曲家（* 1923年）[221]
- 3月28日 - 中西香爾、日本の化学者、コロンビア大学名誉教授（* 1925年）[222]
- 3月28日 - シェーン・リマー（英語版）、カナダの俳優、声優、脚本家（* 1929年）[223]
- 3月28日 - 辺見正和、日本の元国家公務員、元海上保安庁警備救難監、海事評論家（* 1933年）[224]
- 3月28日 - 竹中勲、日本の法学者、同志社大学教授（* 1949年?）[225]
- 3月29日 - アニエス・ヴァルダ、ベルギーの映画監督（* 1928年）[226]
- 3月29日 - 毛呂三郎、日本の実業家、元東洋ゴム工業社長（* 1922年）[227]
- 3月29日 - ケネス・ギブソン（英語版）、アメリカ合衆国の政治家、元ニューアーク市長（* 1932年）[228]
- 3月30日 - 平川兼寛、日本の実業家、横浜文明堂会長（* 1931年?）[229]
- 3月30日 - タニア・マレット（英語版）、イギリスのモデル、俳優（* 1941年）[230]
- 3月30日 - 橋本省三、日本の政治家、兵庫県福崎町長（* 1951年）[231]
- 3月31日 - 岡本卓夫、日本の教育学者、徳島大学名誉教授、四国大学名誉教授（* 1925年?）[232]
- 3月31日 - 荒田誠之助、日本の地方公務員、元広島原爆資料館館長（* 1927年?）[233]
- 3月31日 - 浅田弘隆、日本の政治家、北海道天塩町長（* 1941年?）[234]
- 3月31日 - 辻豊人、日本のアナウンサー、元朝日放送、テレビ神奈川アナウンサー（* 1942年）[235]
- 3月31日 - 鈴木修、日本のアナウンサー、元IBC岩手放送アナウンサー（* 1945年?）[236]
- 3月31日 - ナタリア・フィレワ（英語版）、ロシアの実業家、S7航空共同経営者（* 1963年）[237]
- 3月31日 - ニプシー・ハッスル、アメリカ合衆国のラッパー（* 1985年）[238]